# Liste de jeux Wii
Liste des jeux vidéo Wii selon leur titre français, triés par ordre alphabétique.
Légende :

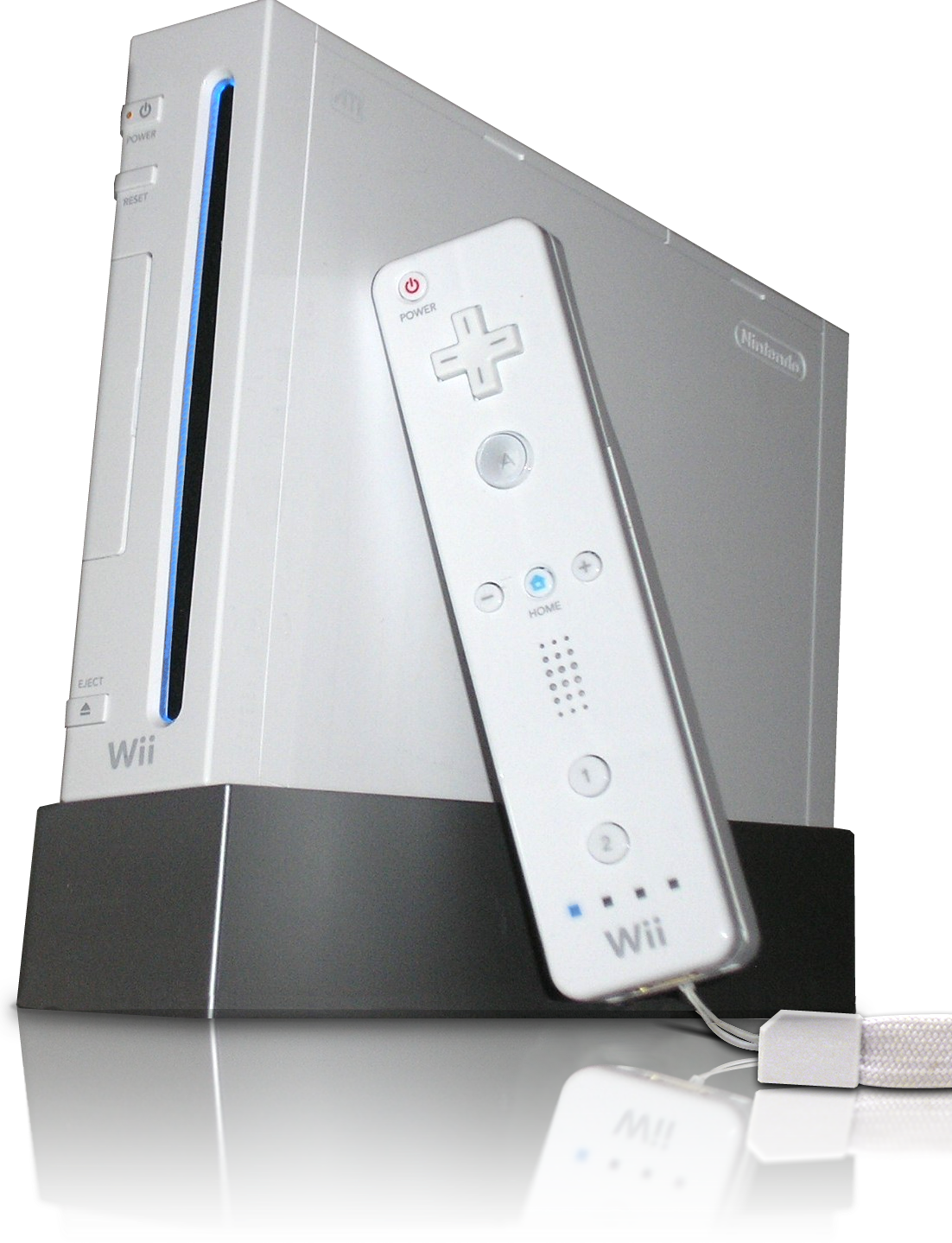
La console Wii.

- = Sorti uniquement au Japon
- = Sorti uniquement en Australie
- JP = Japon
- NA = Amérique du Nord
- EUR = Europe

- Haut – A
- B
- C
- D
- E
- F
- G
- H
- I
- J
- K
- L
- M
- N
- O
- P
- Q
- R
- S
- T
- U
- V
- W
- X
- Y
- Z

| Titre                                                                   | Genre(s)                             | Développeur(s)                                       | Éditeur(s)                                                              | Année   | Mode en ligne |
| ----------------------------------------------------------------------- | ------------------------------------ | ---------------------------------------------------- | ----------------------------------------------------------------------- | ------- | ------------- |
| 0-9                                                                     | 0-9                                  | 0-9                                                  | 0-9                                                                     | 0-9     | ZZ            |
| 8Ball Allstars                                                          | Sport                                | Oxygen Games                                         | Oxygen Games                                                            | 2007    |               |
| 101-in-1 Party Megamix                                                  | Party game                           |                                                      | Atlus                                                                   | 2009    |               |
| 101-in-1 Party Megamix Sports                                           | Party game                           | Nordcurrent                                          | Atlus                                                                   | 2010    |               |
| 428: Fūsa Sareta Shibuya de                                             | Aventure                             | Chunsoft                                             | Sega                                                                    | 2008    |               |
| A                                                                       | A                                    | A                                                    | A                                                                       | A       |               |
| A Boy and His Blob                                                      | Plates-formes \| Réflexion           | WayForward Technologies                              | Majesco                                                                 | 2009    |               |
| À la croisée des mondes : La Boussole d'or                              | Aventure                             | Shiny Entertainment                                  | Sega                                                                    | 2007    |               |
| A Shadow's Tale                                                         | Aventure \| Plates-formes            | Hudson Soft                                          | Hudson SoftJP Hudson EntertainmentNA KonamiEUR                          | 2010    |               |
| ABBA: You Can Dance                                                     | Rythme                               | Ubisoft Montreuil                                    | Ubisoft                                                                 | 2011    |               |
| Academy Of Champions: Soccer                                            | Sport                                | Ubisoft                                              | Ubisoft                                                                 | 2009    |               |
| Action Grilz Racing                                                     | Course                               | Conspiracy Entertainment Data Design Interactive EUR | Metro 3D                                                                | 2007    |               |
| Active Life: Extreme Challenge                                          | Party game \| Sport                  | Namco Bandai Games                                   | Namco Bandai Games                                                      | 2009    |               |
| Active Life: Outdoor Challenge                                          | Party game \| Sport                  | Namco Bandai                                         | Namco Bandai Games Atari                                                | 2008    |               |
| Adventures of Pinocchio                                                 |                                      |                                                      | Phoenix Games                                                           | 2009    |               |
| AFL                                                                     | Sport                                | Wicked Witch Software                                | Tru Blu Entertainment                                                   | 2011    |               |
| Agatha Christie : Devinez qui ? Adapté de Dix Petits Nègres             | Aventure                             | AWE Games                                            | The Adventure Company                                                   | 2008    |               |
| Agatha Christie : Meurtre au soleil                                     | Aventure                             | AWE Productions                                      | The Adventure Company                                                   | 2007    |               |
| Âge de glace 2                                                          | Action                               | Eurocom                                              | Vivendi Games                                                           | 2006    |               |
| Âge de glace 3                                                          | Action                               | Eurocom                                              | Vivendi Games                                                           | 2009    |               |
| Âge de glace 4                                                          | Party game                           | Behaviour Interactive                                | Activision                                                              | 2012    |               |
| Agent Hugo: Lemoon Twist                                                | Plates-formes                        | Beyond Reality Games                                 | ITE Media                                                               | 2008    |               |
| Alan Hansen's Sports Challenge                                          | Party game                           | Oxygen Studios                                       | Oxygen Games                                                            | 2007    |               |
| Alexandra Ledermann : Le Haras de la Vallée                             | Aventure                             | Phoenix Interactive                                  | Ubisoft                                                                 |         |               |
| Alexandra Ledermann : La colline au chevaux sauvage                     | Aventure                             | Phoenix Interactive                                  | Ubisoft                                                                 |         |               |
| Alien Monster Bowling League                                            |                                      | Perpetual FX Creative                                | Destineer                                                               | 2009    |               |
| Alien Syndrome                                                          | A-RPG \| Shoot'em up                 | Totally Games                                        | Sega                                                                    | 2007    |               |
| Aliens In The Attic                                                     |                                      |                                                      | Playlogic                                                               | 2009    |               |
| All Star Cheer Squad                                                    | Rythme                               | Gorilla Systems Corp.                                | THQ                                                                     | 2008    |               |
| All Star Cheer Squad 2                                                  | Rythme                               | Gorilla Systems Corp.                                | THQ                                                                     | 2009    |               |
| Alone in the Dark                                                       | Action \| Survival horror            | Hydravision Entertainment                            | Atari                                                                   | 2008    |               |
| Alvin and the Chipmunks                                                 | Rythme                               | Sensory Sweep Studios                                | Brash Entertainment                                                     | 2009    |               |
| Amazing Animals                                                         |                                      |                                                      | Success                                                                 | 2008    |               |
| AMF Bowling Pinbusters!                                                 | Sport                                | Mud Duck Productions                                 | Bethesda Softworks                                                      | 2007    |               |
| AMF Bowling World Lanes                                                 | Sport                                | Front Line Studios                                   | Bethesda Softworks                                                      | 2008    |               |
| Animal Crossing: Let's Go to the City                                   | Simulation                           | Nintendo                                             | Nintendo                                                                | 2008    | Oui           |
| Animal Kingdom: Wildlife Expedition                                     |                                      |                                                      | Natsume                                                                 | 2009    |               |
| Animal Planet: Vet Life                                                 |                                      |                                                      | Activision                                                              | 2009    |               |
| Anime Slot Revolution: Pachi-Slot Kidō Senshi Gundam II - Ai Senshi Hen |                                      |                                                      | Namco Bandai Games                                                      | 2007    |               |
| Another Code: R - Les Portes de la mémoire                              | Point & Click                        | Cing                                                 | Nintendo                                                                | 2009    |               |
| Anubis II                                                               | Action                               | Data Design Interactive                              | Conspiracy Entertainment Metro 3D EUR                                   | 2007    |               |
| Aquatic Tales                                                           | Action                               | Gameinvest                                           | Gameinvest                                                              | 2009    |               |
| Arcade Shooting Gallery                                                 |                                      |                                                      | Zoo Games                                                               | 2009    |               |
| Arcade Zone                                                             |                                      |                                                      | Activision                                                              | 2009    |               |
| Arc Rise Fantasia                                                       | RPG                                  | Marvelous Entertainment \| Imageepoch                | Ignition Entertainment NA Marvelous Entertainment JP                    | 2009    |               |
| Arctic Tale                                                             | Aventure                             | Atomic Planet                                        | ZOO Digital Group                                                       | 2007    |               |
| Army Men: Soldiers of Misfortune                                        | Action                               |                                                      | Zoo Games                                                               | 2008    |               |
| Army Rescue                                                             |                                      |                                                      | UFO Interactive                                                         | 2009    |               |
| Ashes Cricket 2009                                                      | Sport                                | Gusto Games                                          | Codemasters Namco Bandai Games                                          | 2009    |               |
| Astérix aux Jeux olympiques                                             | Sport                                | Etranges Libellules                                  | Atari                                                                   | 2008    |               |
| Astro Boy: The Video Game                                               | Action \| Plates-formes              | High Voltage Software                                | D3 Publishing                                                           | 2009    |               |
| ATV Quad Kings                                                          | Course                               |                                                      | Zoo Games                                                               | 2009    |               |
| Avatar : le Dernier Maître de l'air                                     | Action-Aventure                      | THQ                                                  | THQ                                                                     | 2006    |               |
| Avatar: The Legend of Aang - Into the Inferno                           | Action-Aventure                      | THQ                                                  | THQ                                                                     | 2008    |               |
| Avatar: The Last Airbender – The Burning Earth                          | Action-Aventure                      | THQ                                                  | THQ                                                                     | 2007    |               |
| B                                                                       | B                                    | B                                                    | B                                                                       | B       | ZZ            |
| Backyard Baseball '09                                                   | Sport                                | Humongous Entertainment                              | Atari                                                                   | 2008    |               |
| Backyard Baseball '10                                                   | Sport                                | Humongous Entertainment                              | Atari                                                                   | 2009    |               |
| Backyard Football '08                                                   | Sport                                | Humongous Entertainment                              | Atari                                                                   | 2007    |               |
| Backyard Football '09                                                   | Sport                                | Humongous Entertainment                              | Atari                                                                   | 2008    |               |
| Backyard Football '10                                                   | Sport                                | Humongous Entertainment                              | Atari                                                                   | 2009    |               |
| Baja Destruction                                                        | Course                               | Broadsword Interactive                               | Conspiracy Entertainment                                                |         |               |
| Baja Mania                                                              | Course                               | Broadsword Interactive                               | Conspiracy Entertainment                                                |         |               |
| Bakugan Battle Brawlers                                                 | Action                               | NOW Production                                       | Activision                                                              | 2009    |               |
| Bakugan Battle Brawlers : Les Protecteurs de la Terre                   | Action                               | NOW Production                                       | Activision                                                              | 2010    |               |
| Balls of Fury                                                           | Sport/ Action                        | Black Lantern                                        | Destination Software Zoo Digital Publishing                             | 2007    |               |
| Band Hero                                                               | Rythme                               | Vicarious Visions                                    | Activision RedOctane                                                    | 2009    |               |
| Barbie and The 3 Musketeers                                             |                                      |                                                      | Activision                                                              | 2009    |               |
| Barbie Dreamhouse Party                                                 | Action-Aventure                      |                                                      | Little Orbit                                                            | 2013    |               |
| Barbie Horse Adventure: Summer Camp                                     |                                      |                                                      | Activision                                                              | 2008    |               |
| Barbie Princesse de l'île merveilleuse                                  | Plates-formes                        | Ivolgamus                                            | Activision Fox Interactive                                              | 2007    |               |
| Barbie Star de la mode                                                  | Plates-formes                        | THQ                                                  | THQ                                                                     | 2011    |               |
| Barnyard                                                                | Action                               | Blue Tongue                                          | THQ                                                                     | 2006    |               |
| Baroque                                                                 | RPG                                  | Sting Entertainment                                  | Atlus                                                                   | 2008    |               |
| Baseball Blast!                                                         | Sport / Party game                   |                                                      | Take-Two Interactive                                                    | 2009    |               |
| Batman : L'Alliance des héros                                           | Action aventure                      | Wayforward Technologies                              | Warner Interactive                                                      | 10-2010 |               |
| Bass Pro Shops: The Strike                                              | Sport                                | Griffin International                                | XS Games                                                                | 2009    |               |
| Bass Pro Shops: The Hunt                                                | Sport                                | Piranha Games                                        | Griffin International                                                   | 2010    |               |
| Battalion Wars 2                                                        | Stratégie \| TPS                     | Kuju Entertainment                                   | Nintendo                                                                | 2007    | Oui           |
| Battle of the Bands                                                     | Rythme                               | Planet Moon Studios                                  | THQ                                                                     | 2008    |               |
| Battle Rage: The Robot Wars                                             | Tir                                  |                                                      | Data Design Interactive                                                 | 2008    |               |
| Battleship                                                              | Tactique                             | Magic Pockets                                        | Activision                                                              | 2012    |               |
| Beach Fun Summer Challenge                                              | Party game                           |                                                      | Conspiracy Entertainment                                                | 2009    |               |
| Beat the Beat: Rhythm Paradise                                          | Jeu de rythme - Party game           | Nintendo SPD Group No.1                              | Nintendo                                                                | 2011    |               |
| Bee Movie                                                               | Action-Aventure                      | Smart Bomb Interactive                               | Activision                                                              | 2007    |               |
| Ben 10: Alien Force                                                     | Action-Aventure                      | Monkey Bar Games                                     | D3 Publisher                                                            | 2008    |               |
| Ben 10 : Alien Force Vilgax Attacks                                     |                                      |                                                      | D3 Publisher                                                            | 2009    |               |
| Ben 10 : Galactic Racing                                                | Jeu de course                        | Monkey Bar Games                                     | D3 Publisher                                                            | 2012    |               |
| Ben 10: Protector of Earth                                              | Action-Aventure                      | High Voltage Software                                | D3 Publisher                                                            | 2007    |               |
| Ben 10: Omniverse                                                       | Action-Aventure                      | Monkey Bar Games                                     | D3 Publisher                                                            | 2012    |               |
| Ben 10: Omniverse 2                                                     | Action-Aventure                      | High Voltage                                         | Namco Bandai                                                            | 2013    |               |
| Ben 10 : Ultimate Alien : Cosmic Destruction                            | Action                               | Papaya Studio                                        | D3 Publisher                                                            | 2011    |               |
| Big Beach Sports                                                        | Sport                                | HB Studios                                           | THQ                                                                     | 2008    |               |
| Big Beach Sports 2                                                      | Sport                                | Jet Black Games                                      | THQ                                                                     | 2010    |               |
| Big Brain Academy : Wii Degree                                          | Réflexion \| Éducation               | Nintendo                                             | Nintendo                                                                | 2007    |               |
| Big Catch Bass Fishing                                                  |                                      |                                                      | Aksys Games 505 GamesEUR                                                | 2007    |               |
| Big Catch Bass Fishing 2                                                |                                      | Aksys Games                                          | 505 Games                                                               | 2010    |               |
| Big League Sports: Summer                                               | Sport / Party game                   |                                                      | Activision                                                              | 2009    |               |
| BigFoot                                                                 | Course                               |                                                      | Zoo Games                                                               | 2008    |               |
| Biggest Loser, The                                                      |                                      |                                                      | THQ                                                                     | 2009    |               |
| Bigs, The                                                               | Sport                                | Blue Castle Games                                    | 2K Sports                                                               | 2007    | Oui           |
| Bigs 2, The                                                             | Sport                                | Blue Castle Games                                    | 2K Sports                                                               | 2009    | Oui           |
| Billy the Wizard: Rocket Broomstick Racing                              | Course \| Combat                     | Data Design Interactive                              | Conspiracy Entertainment Data Design InteractiveEUR                     | 2007    |               |
| Bionicle Heroes                                                         | TPS                                  | TT Games                                             | Eidos Interactive                                                       | 2007    |               |
| Birthday Party Bash                                                     | Party game                           | Take-Two Interactive                                 | 2K Play                                                                 | 2009    |               |
| Bit.Trip Complete                                                       | Jeu de rythme                        | Gaijin Entertainment                                 | Aksys Games                                                             | 2012    |               |
| The Last Blade 2                                                        | Combat                               | SNK                                                  |                                                                         | 2012    |               |
| Blast Works: Build, Fuse, Destroy                                       | Shoot'em up                          | Budcat Creations                                     | Majesco                                                                 | 2008    |               |
| Blazing Angels: Squadrons of WWII                                       | Simulation                           | Ubisoft Romania                                      | Ubisoft                                                                 | 2007    |               |
| Bleach: Shattered Blade                                                 | Combat                               | Polygon Magic                                        | Sega                                                                    | 2006    |               |
| Bleach VS Crusade                                                       | Action                               | Treasure                                             | Sega                                                                    | 2008    |               |
| Blitz: The League                                                       | Sport                                | Midway Games                                         | NFL Blitz                                                               |         |               |
| Block Party: 20 Games                                                   | Puzzle                               |                                                      | Activision                                                              | 2008    |               |
| Bob l'éponge : La Créature du crabe croustillant                        | Aventure \| Plates-formes            | Blitz Games                                          | THQ                                                                     | 2006    |               |
| Bob the Builder: Festival of Fun                                        | Action                               | Atomic Planet Entertainment                          | Mastertronic                                                            | 2009    |               |
| Bomberman Blast                                                         | Action                               | Hudson Soft                                          | Hudson Soft                                                             | 2008    | Oui           |
| Bomberman Land                                                          | Action \| Réflexion                  | Hudson Soft Racjin                                   | Hudson Soft Rising Star GamesEUR                                        | 2007    |               |
| Boogie                                                                  | Rythme                               | Electronic Arts                                      | Pipeworks Interactive                                                   | 2007    |               |
| Boogie Superstar                                                        | Rythme                               | Electronic Arts                                      | Electronic Arts                                                         | 2008    |               |
| Boom Blox                                                               | Réflexion                            | Electronic Arts                                      | Electronic Arts                                                         | 2008    |               |
| Boom Blox Bash Party                                                    | Réflexion                            | Electronic Arts                                      | Electronic Arts                                                         | 2009    |               |
| Bratz: Girlz Really Rock!                                               | Aventure                             | Blitz Games                                          | THQ                                                                     | 2008    |               |
| Bratz Kidz                                                              | Aventure                             | Neko Entertainment                                   | The Game Factory                                                        | 2008    | Oui           |
| Bratz: The Movie                                                        | Aventure                             | Blitz Games                                          | THQ                                                                     | 2007    |               |
| Brave: A Warrior's Tale                                                 | Action-Aventure                      |                                                      | Southpeak Interactive                                                   | 2008    |               |
| Broken Sword: The Shadow of the Templars                                | Aventure                             | Revolution Software                                  | Ubisoft                                                                 | 2009    |               |
| Brothers in Arms: Double Time                                           | FPS                                  | Gearbox Software                                     | Ubisoft                                                                 | 2008    |               |
| Brothers In Arms: Earned in Blood                                       | FPS                                  | Gearbox Software                                     | Ubisoft                                                                 | 2008    |               |
| Brothers in Arms: Road to Hill 30                                       | FPS                                  | Gearbox Software                                     | Ubisoft                                                                 | 2008    |               |
| Brunswick Cosmic Bowling                                                | Sport                                | CokeM Interactive                                    | Game Mill Entertainment                                                 | 2010    |               |
| Brunswick Pro Bowling                                                   | Sport                                | Point of View, Inc.                                  | Crave Entertainment 505 GamesEUR                                        | 2007    |               |
| Build-A-Bear Workshop: A Friend Fur All Seasons                         |                                      |                                                      | The Game Factory                                                        | 2008    |               |
| Build 'N Race                                                           | Course                               |                                                      | Zoo Games                                                               | 2009    |               |
| Bully: Scholarship Edition                                              | Action-Aventure                      | Rockstar Toronto                                     | Rockstar Games                                                          | 2008    |               |
| Burger Island                                                           | Arcade                               |                                                      | Destineer                                                               | 2009    |               |
| Bust-a-Move Bash!                                                       | Réflexion                            | Taito Happy Happening                                | Majesco 505 GamesEUR                                                    | 2007    |               |
| C                                                                       | C                                    | C                                                    | C                                                                       | C       | ZZ            |
| Cabela's Big Game Hunter 2007                                           | FPS / Simulation                     |                                                      | Activision                                                              | 2007    |               |
| Cabela's Big Game Hunter 2010                                           | FPS / Simulation                     |                                                      | Activision                                                              | 2009    |               |
| Cabela's Dangerous Hunts 2009                                           | Action / Tir                         |                                                      | Activision                                                              | 2008    |               |
| Cabela's Legendary Adventures                                           | Tir / Action                         |                                                      | Activision                                                              | 2008    |               |
| Cabela's Outdoor Adventures 2010                                        | Simulation                           |                                                      | Activision                                                              | 2009    |               |
| Cabela's Trophy Bucks                                                   | Simulation / Tir                     |                                                      | Activision                                                              | 2008    |               |
| Cake Mania: In the Mix!                                                 |                                      |                                                      | Majesco                                                                 | 2008    |               |
| Call for Heroes: Pompolic Wars                                          | Action / Rpg                         |                                                      | Data Design Interactive                                                 | 2008    |               |
| Call of Duty 3 : En marche vers Paris                                   | FPS                                  | Treyarch                                             | Activision                                                              | 2006    |               |
| Call of Duty: Black Ops                                                 | FPS                                  | Treyarch                                             | Activision                                                              | 2010    | Oui           |
| Call of Duty 4: Modern Warfare - Édition Réflexes                       | FPS                                  | Treyarch                                             | Activision                                                              | 2009    | Oui           |
| Call of Duty: Modern Warfare 3                                          | FPS                                  | Treyarch                                             | Activision                                                              | 2011    | Oui           |
| Call of Duty: World at War                                              | FPS                                  | Treyarch                                             | Activision                                                              | 2008    | Oui           |
| Calvin Tucker's Redneck Jamboree                                        | Party game                           |                                                      | Zoo Games                                                               | 2008    |               |
| Calling                                                                 | Survival horror                      | Hudson Soft                                          | Hudson Soft                                                             | 2009    |               |
| Candy Factory                                                           |                                      |                                                      | Destineer                                                               | 2008    |               |
| Captain Morgane et la Tortue d'or                                       | Aventure - Pointer-et-cliquer        | Wizarbox                                             | WizarboxReef Entertainment                                              | 2012    |               |
| Captain Rainbow                                                         | Aventure                             | Skip Ltd.                                            | Nintendo                                                                | 2008    |               |
| Carnival : Fête foraine                                                 | Party game                           | Cat Daddy Games                                      | 2K Play                                                                 |         |               |
| Carnival Games: Mini-Golf                                               | Sport                                |                                                      | 2K Play                                                                 | 2008    |               |
| Cars                                                                    | Aventure                             | THQ                                                  | THQ                                                                     | 2006    |               |
| Cars : La Coupe internationale de Martin                                | Course                               | Rainbow Studios                                      | THQ                                                                     | 2007    |               |
| Cars: Race-O-Rama                                                       | Course                               |                                                      | THQ                                                                     | 2009    |               |
| Case Closed: The Mirapolis Investigation                                |                                      |                                                      | Marvelous EntertainmentJP NobilisPAL                                    | 2007    |               |
| Castle of Shikigami III                                                 | Shoot'em up                          | Alfa System                                          | Arc System WorksJP Aksys Games                                          | 2007    |               |
| Castlevania Judgement                                                   | Combat                               | Eighting Konami                                      | Konami                                                                  | 2008    |               |
| Cate West : The Vanishing Files                                         | Aventure                             |                                                      | Destineer Studios                                                       | 2009    |               |
| Celebrity Sports Showdown                                               | Party Game / Sport                   | EA Sports                                            | Electronic Arts                                                         | 2008    |               |
| Cérébrale Académie Wii                                                  | Ludo-éducatif                        | Entraînement Cérébral et Touch Generations           | Nintendo                                                                |         |               |
| Cerebrum                                                                | Party game                           | Planet Moon                                          | EA Casual Entertainment                                                 |         |               |
| Chaotic: Shadow Warriors                                                |                                      |                                                      | Activision                                                              | 2009    |               |
| Charm Girls Club: Pajama Party                                          |                                      |                                                      | Electronic Arts                                                         | 2009    |               |
| Chegger's Party Quiz                                                    |                                      |                                                      | Oxygen Games                                                            | 2007    |               |
| Chess Crusade                                                           |                                      |                                                      | Zoo Games                                                               | 2008    |               |
| Chicken Blaster                                                         |                                      |                                                      | Zoo Games                                                               | 2009    |               |
| Chicken Shoot                                                           |                                      |                                                      | Destination Software Zoo Digital PublishingEUR                          | 2007    |               |
| The Chronicles of Narnia: Prince Caspian                                |                                      |                                                      | Disney Interactive Studios                                              | 2008    |               |
| Chrysler Classic Racing                                                 | Course                               |                                                      | Zoo Games                                                               | 2008    |               |
| Chuck E. Cheese's Party Games                                           |                                      |                                                      | UFO Interactive                                                         | 2010    |               |
| Chronos Twins                                                           | Action-aventure                      | EnjoyUP Games                                        | Oxygen Games                                                            | 2010    |               |
| CID The Dummy                                                           | Plates-formes                        | Twelve Interactive                                   | Oxygen Games                                                            | 2009    |               |
| Ciné Studios Party                                                      | Party game                           | Phœnix Interactive                                   | Ubisoft                                                                 | 2008    |               |
| Classic British Motor Racing                                            |                                      |                                                      | Data Design Interactive                                                 | 2007    |               |
| Cleaning Battalion: Clean Keeper                                        |                                      |                                                      | Idea Factory                                                            | 2008    |               |
| Clever Kids: Farmyard Fun                                               |                                      |                                                      | Ghostlight                                                              | 2008    |               |
| Clever Kids: Pirates                                                    |                                      |                                                      | Ghostlight                                                              | 2008    |               |
| Cloudy With A Chance Of Meatballs                                       |                                      |                                                      | Ubisoft                                                                 | 2009    |               |
| Cocoto Festival                                                         |                                      | Neko Entertainment                                   | Neko Entertainment                                                      |         |               |
| Cocoto Magic Circus                                                     |                                      |                                                      | Conspiracy Entertainment Big Ben InteractiveEUR                         | 2008    |               |
| Cocoto Kart Racer                                                       | Course                               |                                                      | Conspiracy Entertainment                                                | 2008    |               |
| Cocoto Surprise                                                         |                                      | Neko Entertainment                                   | Neko Entertainment                                                      |         |               |
| Code Lyoko : Plongez vers l'infini                                      | Action                               | The Game Factory                                     | The Game Factory                                                        | 2007    |               |
| Coldstone Creamery Scoop It Up                                          |                                      |                                                      | Zoo Games                                                               | 2009    |               |
| Colin McRae: Dirt 2                                                     | Course                               | Codemasters                                          | Codemasters                                                             | 2008    |               |
| Cook Wars                                                               |                                      |                                                      | Ubisoft                                                                 | 2009    |               |
| Cooking Mama: Cook Off                                                  |                                      | Office Create                                        | Majesco 505 GamesEUR                                                    | 2007    |               |
| Cooking Mama 2: tous a table                                            |                                      | Office Create                                        | Majesco 505 GamesEUR                                                    |         |               |
| Coraline                                                                |                                      |                                                      | D3 Publisher                                                            | 2009    |               |
| Cosmic Family                                                           |                                      |                                                      | Ubisoft                                                                 | 2007    |               |
| Counter Force                                                           |                                      |                                                      | Conspiracy Entertainment 505 GamesEUR                                   | 2007    |               |
| Course à la fortune                                                     | Jeu de société                       | Square Enix                                          | Nintendo                                                                | 2011    |               |
| Cradle of Rome                                                          |                                      |                                                      | Destineer                                                               | 2009    |               |
| Cranium Kabookii                                                        |                                      |                                                      | Ubisoft                                                                 | 2007    |               |
| Crash : Génération Mutant                                               | Plates-formes                        | Radical Entertainment                                | Sierra Entertainment                                                    | 2008    |               |
| Crash Dummy Vs. The Evil D-Troit                                        |                                      |                                                      | Oxygen Interactive                                                      | 2008    |               |
| Crash of the Titans                                                     | Action-Aventure                      | Radical Entertainment                                | Sierra Entertainment                                                    | 2007    |               |
| Crayola Colorful Journey                                                |                                      |                                                      | Crave Entertainment                                                     | 2009    |               |
| Crayon Shin-chan: Saikyō Kazoku Kasukabe King Wii                       | Action-Aventure                      | Banpresto                                            | Banpresto 505 Games/ProeinEUR                                           | 2006    |               |
| Crazy Chicken Tales                                                     |                                      |                                                      | Conspiracy                                                              | 2010    |               |
| Crazy Climber Wii                                                       |                                      |                                                      | Nippon System                                                           | 2007    |               |
| Crossword                                                               | Réflexion                            |                                                      | Hudson Soft                                                             |         |               |
| Cruise Ship Vacation Games                                              |                                      |                                                      | Activision                                                              | 2009    |               |
| Cruis'n                                                                 |                                      |                                                      | Midway Games                                                            | 2007    |               |
| CSI: Deadly Intent                                                      |                                      |                                                      | Ubisoft                                                                 | 2009    |               |
| CSI: Hard Evidence                                                      |                                      |                                                      | Ubisoft                                                                 | 2008    |               |
| Cursed Mountain                                                         |                                      |                                                      | Deep Silver                                                             | 2009    |               |
| Cyberbike                                                               | Sport                                | EKO                                                  | Neko Entertainment                                                      |         |               |
| D                                                                       | D                                    | D                                                    | D                                                                       | D       | ZZ            |
| Dance Dance Revolution Disney Grooves                                   | Rythme                               | Konami                                               | Konami                                                                  | 2009    |               |
| Dance Dance Revolution Hottest Party 2                                  | Rythme                               | Konami                                               | Konami                                                                  | 2008    |               |
| Dance Dance Revolution Winx Club                                        | Rythme                               | Konami                                               | Konami                                                                  | 2009    |               |
| Dance on Broadway                                                       | Rythme                               | Longtail Studios \| AiLive                           | Ubisoft                                                                 | 2010    |               |
| Dancing with the Stars                                                  | Rythme                               | Zoë Mode                                             | Activision                                                              | 2007    |               |
| Dancing with the Stars: We Dance!                                       | Rythme                               | Zoë Mode                                             | Activision                                                              | 2008    |               |
| Dave Mirra BMX Challenge                                                | Course                               |                                                      | 505 Games                                                               | 2007    |               |
| Dawn of Discovery                                                       | RTS                                  | Keen Games                                           | Ubisoft                                                                 | 2009    |               |
| De Blob                                                                 | Réflexion                            | Blue Tongue                                          | THQ                                                                     | 2008    |               |
| De Blob: The Underground                                                | Réflexion                            | Blue Tongue                                          | THQ                                                                     | 2011    |               |
| Dead Rising: Chop Till You Drop                                         | Action-Aventure                      | Capcom \| TOSE                                       | Capcom \| THQ                                                           | 2009    |               |
| Dead Space: Extraction                                                  | Action \| Shoot'em up                | Visceral Games                                       | Electronic Arts                                                         | 2009    |               |
| Deadly Creatures                                                        | Action                               | Rainbow Studios                                      | THQ                                                                     | 2009    |               |
| Deal or No Deal                                                         | Réflexion                            | Black Lantern Studios                                | Zoo Games                                                               | 2008    |               |
| Death Jr. II: Root of Evil                                              | Action-Aventure                      | Backbone Entertainment                               | Eidos Interactive                                                       | 2008    |               |
| Deer Drive                                                              |                                      |                                                      |                                                                         | 2008    |               |
| Defenders of Law, Inc.: Crime in Willburg                               |                                      |                                                      | Gameinvest                                                              | 2008    |               |
| Defendin' de Penguin                                                    |                                      |                                                      | Crave Entertainment                                                     |         |               |
| Destiny of Zorro, The                                                   | Action-Aventure                      | Pronto Games                                         | 505 Games                                                               | 2008    |               |
| Destroy All Humans! Big Willy Unleashed                                 | Action                               | Locomotive Games                                     | THQ                                                                     | 2008    |               |
| Détective Conan : Enquête à Mirapolis                                   | Aventure                             | Marvelous Entertainment                              | Nobilis                                                                 |         |               |
| Devil Kings 2: Heroes                                                   | Action \| Beat'em all                | Capcom                                               | Capcom                                                                  |         |               |
| Dewy’s Adventure                                                        | Aventure \| Plates-formes            | Konami                                               | Konami                                                                  | 2007    |               |
| Diabolik: The Original Sin                                              |                                      |                                                      | Black Bean Games                                                        | 2009    |               |
| Disaster: Day of Crisis                                                 | Action \| Shoot'em up                | Monolith Soft                                        | Nintendo                                                                | 2008    |               |
| Disney Princess: Enchanted Journey                                      | Aventure                             | Papaya Studio                                        | Disney Interactive Studios                                              | 2007    | Oui           |
| Disney Sing It                                                          | Rythme                               | Zoë Mode                                             | Disney Interactive Studios                                              | 2008    |               |
| Disney Sing It: High School Musical 3: Senior Year                      | Rythme                               | Zoë Mode                                             | Disney Interactive Studios                                              | 2008    |               |
| Disney Sing It: Pop Hits                                                | Rythme                               | Zoë Mode                                             | Disney Interactive                                                      | 2009    |               |
| Disney The Princess And The Frog                                        |                                      |                                                      | Disney Interactive                                                      | 2009    |               |
| Disney Universe                                                         | Action \| Aventure                   | Eurocom                                              | Disney Interactive Studios                                              | 2011    |               |
| Disney's Chicken Little: Ace in Action                                  | Action-Aventure                      | Avalanche Software                                   | Disney Interactive Studios Buena Vista Games                            | 2006    |               |
| Disney's Meet The Robinsons                                             | Plates-formes                        | Avalanche Software                                   | Buena Vista Interactive                                                 |         |               |
| Diva Girls: Princess on Ice                                             |                                      |                                                      | 505 Games                                                               | 2009    |               |
| DJ Hero                                                                 | Rythme                               | FreeStyleGames                                       | Activision                                                              | 2009    |               |
| Dodge Racing: Charger VS Challenger                                     |                                      |                                                      | Zoo Games                                                               | 2009    |               |
| Dog Island, The                                                         | Action-Aventure                      |                                                      | Ubisoft                                                                 | 2007    |               |
| Dokapon Kingdom                                                         | RPG                                  | Sting Entertainment                                  | Atlus                                                                   | 2008    |               |
| Domino Rally                                                            |                                      |                                                      |                                                                         | 2007    |               |
| Don King Presents: Prizefighter                                         | Sport                                | Venom Games 2K Sports                                | 2K Sports                                                               |         |               |
| Donkey Kong Country Returns                                             | Plates-formes                        | Retro Studios                                        | Nintendo                                                                | 2010    |               |
| Donkey Kong Jet Race                                                    | Action \| Course                     | Paon                                                 | Nintendo                                                                | 2007    |               |
| Donkey Kong Jungle Beat                                                 | Jeu de plates-formes                 | Nintendo EAD Tokyo                                   | Nintendo                                                                | 2008    |               |
| Don King Boxing                                                         |                                      |                                                      | 2K Sports                                                               | 2008    |               |
| Dora The Explorer: Dora Saves The Crystal Kingdom                       |                                      |                                                      | Take-Two Interactive                                                    | 2009    |               |
| Dora The Explorer: Dora Saves The Snow Princess                         |                                      |                                                      | 2K Play                                                                 | 2008    |               |
| Doraemon Wii                                                            | Party game                           | 8ing                                                 | Sega                                                                    | 2007    |               |
| Dr. Fizzwhizzles's Animal Rescue                                        |                                      |                                                      | Conspiracy Entertainment                                                | 2009    |               |
| Dragon Ball: Revenge of King Piccolo                                    | Action                               | Media Vision                                         | Namco Bandai                                                            | 2009    |               |
| Dragon Ball Z Budokai Tenkaichi 2                                       | Combat                               | Dimps                                                | Namco BandaiJP Atari                                                    | 2006    |               |
| Dragon Ball Z Budokai Tenkaichi 3                                       | Combat                               | Dimps                                                | Namco BandaiJP Atari                                                    | 2007    | Oui           |
| Dragon Blade: Wrath of Fire                                             | Action                               | Land Ho                                              | D3 Publisher                                                            | 2007    |               |
| Dragon Quest Swords : La Reine masquée et la tour des miroirs           | RPG                                  | Square Enix 8ing                                     | Square Enix                                                             | 2007    |               |
| Dragon Quest X                                                          | RPG \| MMORPG                        |                                                      | Square Enix                                                             | 2012    |               |
| Drawn to Life                                                           | Action-Aventure \| Plates-formes     | Planet Moon Studios                                  | THQ                                                                     | 2009    |               |
| Dream Dance and Cheer                                                   |                                      |                                                      | Zoo Games                                                               | 2009    |               |
| Dream Pinball 3D                                                        | Pinball                              | TopWare Interactive                                  | SouthPeak Interactive                                                   | 2008    |               |
| Dream Salon                                                             |                                      |                                                      | Zoo Games                                                               | 2009    |               |
| Driver: Parallel Lines                                                  |                                      | Ubisoft                                              | Ubisoft                                                                 | 2007    |               |
| Driver: San Francisco                                                   | Action \| Course                     | Ubisoft                                              | Ubisoft                                                                 | 2011    |               |
| Dynamic Slash                                                           | Action \| RPG                        | Sandlot                                              | Nintendo                                                                |         |               |
| E                                                                       | E                                    | E                                                    | E                                                                       | E       | ZZ            |
| EA Playground                                                           |                                      | EA Canada                                            | Electronic Arts                                                         | 2007    |               |
| EA Sports Active                                                        |                                      | EA Sports                                            | Electronic Arts                                                         | 2009    |               |
| EA Sports Active: More Workouts                                         |                                      |                                                      | EA Sports                                                               | 2009    |               |
| Earache Extreme Metal Racing                                            | Course                               | Data Design Interactive                              | Data Design Interactive                                                 |         |               |
| Eledees                                                                 | FPS                                  | Konami                                               | Konami                                                                  | 2006    |               |
| Emergency Heroes                                                        |                                      |                                                      | Ubisoft                                                                 | 2008    |               |
| Emergency Mayhem                                                        | Course \| Action                     | Codemasters                                          | Codemasters                                                             | 2008    |               |
| Endless Ocean                                                           | Aventure                             | Arika                                                | Nintendo                                                                | 2007    | Oui           |
| Endless Ocean 2 : Aventuriers des fonds marins                          | Aventure                             | Arika                                                | Nintendo                                                                | 2009    |               |
| Ennichi no Tatsujin                                                     |                                      | Namco Bandai                                         | Namco Bandai                                                            | 2006    |               |
| Epic Mickey                                                             | Plates-formes, aventure              | Junction Point Studios                               | Disney Interactive Studios                                              | 2010    |               |
| Epic Mickey : Le Retour des héros                                       | Plates-formes, aventure              | Junction Point Studios                               | Disney Interactive Studios                                              |         |               |
| Escape from Bug Island!                                                 | Survival horror                      | Spike                                                | Secret Stash Games SpikeJP                                              | 2006    |               |
| Escape The Museum                                                       |                                      |                                                      | Majesco                                                                 | 2009    |               |
| Everyone's Common Knowledge Television                                  |                                      | Nintendo                                             | Nintendo                                                                | 2008    |               |
| Excite Truck                                                            | Course                               | Monster Games                                        | Nintendo                                                                | 2007    |               |
| Excitebots: Trick Racing                                                | Course                               | Monster Games                                        | Nintendo                                                                | 2009    |               |
| Experts, Les : Morts Programmées                                        |                                      |                                                      | Ubisoft                                                                 |         |               |
| Eyeshield 21: Field no Saikyou Senshi Tachi                             |                                      |                                                      | Nintendo                                                                |         |               |
| F                                                                       | F                                    | F                                                    | F                                                                       | F       | ZZ            |
| F1 2009                                                                 |                                      |                                                      | Codemasters                                                             | 2009    |               |
| Family Feud 2010 Edition                                                |                                      |                                                      | Ubisoft                                                                 | 2009    |               |
| Family Fun Football                                                     |                                      |                                                      | Tecmo                                                                   | 2009    |               |
| Family Jockey                                                           |                                      |                                                      | Namco Bandai                                                            | 2008    |               |
| Family Party: 30 Great Games                                            |                                      |                                                      | D3 Publisher                                                            | 2008    |               |
| Family Party: 30 Great Games Outdoor Fun                                |                                      |                                                      | D3 Publisher                                                            | 2009    |               |
| Family Ski and Snowboard                                                | Sport                                | Namco Bandai                                         | Namco Bandai                                                            |         |               |
| Family Stadium                                                          |                                      |                                                      | Namco Bandai                                                            | 2008    |               |
| Family Trainer                                                          |                                      |                                                      | Namco Bandai                                                            | 2007    |               |
| Family Trainer: Extreme Challenge                                       |                                      |                                                      | Namco Bandai                                                            | 2009    |               |
| FaceBreaker KO Party                                                    |                                      |                                                      | Electronic Arts                                                         | 2008    |               |
| Fantastic Four: Rise of the Silver Surfer                               |                                      |                                                      | 2K Games                                                                | 2007    |               |
| Fantasy Aquarium World                                                  |                                      |                                                      | Destineer                                                               | 2009    |               |
| Far Cry Vengeance                                                       | FPS                                  | Ubisoft Montréal                                     | Ubisoft                                                                 | 2006    |               |
| Fast Food Panic                                                         |                                      |                                                      | Nobilis                                                                 | 2009    |               |
| La Ferme en folie                                                       |                                      |                                                      |                                                                         |         |               |
| FIFA 08                                                                 | Sport                                | EA Sports                                            | Electronic Arts                                                         | 2007    | Oui           |
| FIFA 09                                                                 | Sport                                | EA Sports                                            | Electronic Arts                                                         | 2008    | Oui           |
| FIFA 10                                                                 | Sport                                | EA Sports                                            | Electronic Arts                                                         | 2009    | Oui           |
| FIFA 11                                                                 | Sport                                | EA Sports                                            | Electronic Arts                                                         | 2010    | Oui           |
| FIFA 12                                                                 | Sport                                | EA Sports                                            | Electronic Arts                                                         | 2011    | Oui           |
| Final Fantasy Crystal Chronicles: Crystal Bearers                       | A-RPG                                | Square Enix                                          | Square Enix                                                             | 2009    |               |
| Final Fantasy Crystal Chronicles: Echoes of Time                        |                                      | Square Enix                                          | Square Enix                                                             | 2009    |               |
| Final Fantasy Fables: Chocobo's Dungeon                                 |                                      |                                                      | Square Enix                                                             | 2007    |               |
| Final Furlong                                                           | Course                               | Namco Bandai                                         |                                                                         |         |               |
| Fire Emblem: Radiant Dawn                                               | T-RPG                                | Intelligent Systems                                  | Nintendo                                                                | 2007    |               |
| Fishing Master                                                          | Sport                                | Hudson Soft                                          | Hudson Soft                                                             | 2007    |               |
| Fishing Master World Tour                                               |                                      | Hudson Soft                                          | Hudson Soft                                                             | 2007    |               |
| Food Network: Cook or Be Cooked                                         |                                      |                                                      | Namco Bandai                                                            | 2009    |               |
| Ford Racing Off Road                                                    |                                      |                                                      | Zoo Games                                                               | 2008    |               |
| Fragile Dreams: Farewell Ruins of the Moon                              |                                      | Namco Tri-Crescendo                                  | Namco BandaiJP Xseed GamesNA Rising Star GamesPAL                       | 2009    |               |
| Freddi Fish in Kelp Seed Mystery                                        |                                      |                                                      | Majesco                                                                 | 2008    |               |
| Fritz Chess                                                             |                                      |                                                      | Deep Silver                                                             | 2009    |               |
| Furu Furu Park                                                          |                                      |                                                      | Taito CorporationJP Majesco 505 GamesEUR                                | 2007    |               |
| G                                                                       | G                                    | G                                                    | G                                                                       | G       | ZZ            |
| G-Force                                                                 | Action / Plates-formes               | Eurocom                                              | Disney Interactive                                                      | 2009    |               |
| G.I. JOE The Rise of Cobra                                              | Action                               | Double Helix Games                                   | Electronic Arts                                                         | 2009    |               |
| G1 Jockey Wii                                                           | Sport / Simulation / Course          |                                                      | Koei                                                                    | 2007    |               |
| G1 Jockey Wii 2008                                                      | Sport / Simulation / Course          |                                                      | Koei                                                                    | 2008    |               |
| Game Party                                                              | Party game                           | Midway Games                                         | Midway Games                                                            | 2007    |               |
| Game Party 2                                                            | Party game                           | Midway Games                                         | Midway Games                                                            | 2008    |               |
| Game Party 3                                                            | Party game                           |                                                      | Warner Bros. Interactive                                                | 2009    |               |
| Games Around The Globe                                                  | Party game                           | Midway Games                                         | Dreamcatcher                                                            | 2009    |               |
| Garfield Gets Real                                                      | Action                               |                                                      | Zoo Games                                                               | 2008    |               |
| GeGeGe no Kitaro: Yoaki Dai Undokai                                     |                                      |                                                      | Namco Bandai                                                            | 2007    |               |
| Geometry Wars: Galaxies                                                 | Shoot'em up                          |                                                      | Sierra Entertainment                                                    | 2007    |               |
| Geon Cube                                                               |                                      |                                                      | UFO Interactive                                                         | 2009    |               |
| Geon: Emotions                                                          |                                      |                                                      | Eidos Interactive                                                       | 2009    |               |
| George of the Jungle                                                    | Action / Plates-formes               |                                                      | Crave Entertainment Ignition EntertainmentEUR                           | 2008    |               |
| Ghostbusters: The Video Game                                            | Action                               |                                                      | Atari                                                                   | 2009    |               |
| Ghost Squad                                                             | Tir                                  | Sega                                                 | Sega                                                                    | 2007    | Oui           |
| Glacier 2                                                               | Course / Action                      |                                                      | Team6 Game Studios                                                      | 2009    |               |
| Gintama: Yorozuya Chuubu                                                |                                      |                                                      | Namco Bandai                                                            | 2007    |               |
| Go, Diego, Go!: Great Dinosaur Rescue                                   | Éducation                            |                                                      | 2K Play                                                                 | 2008    |               |
| Go Diego Go!: Safari Rescue                                             | Éducation                            |                                                      | 2K Play                                                                 | 2008    |               |
| GoldenEye 007                                                           | FPS                                  | Eurocom                                              | Activision                                                              | 2010    | Oui           |
| Go Play: Circus Star                                                    | Party game                           |                                                      | Majesco                                                                 | 2009    |               |
| Go Play: City Sports                                                    | Party game                           |                                                      | Majesco                                                                 | 2009    |               |
| Go Play: Lumberjacks                                                    | Party game                           |                                                      | Majesco                                                                 | 2009    |               |
| Go West: A Lucky Luke Adventure                                         | Party game                           |                                                      | Atari                                                                   | 2007    |               |
| Godfather, The: Blackhand Edition                                       | Action / Course                      |                                                      | Electronic Arts                                                         | 2007    |               |
| Godzilla: Unleashed                                                     | Action / Combat                      | FarSight Studios                                     | Atari                                                                   | 2007    |               |
| Golden Compass, The                                                     | Action / Aventure                    | Shiny Entertainment                                  | Sega                                                                    | 2007    |               |
| Goosebumps HorrorLand                                                   |                                      |                                                      | Scholastic Corporation                                                  | 2008    |               |
| Gottlieb Pinball Classics                                               | Flipper / Arcade                     |                                                      |                                                                         | 2006    |               |
| Grand Slam Tennis                                                       | Sport                                |                                                      | EA Sports                                                               | 2009    |               |
| Grey's Anatomy, le jeu vidéo                                            | Aventure / Party game                |                                                      | Ubisoft                                                                 | 2009    |               |
| Grim Adventures of Billy and Mandy, The                                 | Combat                               |                                                      | Midway Games                                                            | 2006    |               |
| Groovin' Blocks                                                         | Puzzle-Game                          |                                                      | Zoo Games                                                               | 2009    |               |
| GT Pro Series                                                           | Course                               |                                                      | Ubisoft                                                                 | 2006    |               |
| Guilty Gear XX Accent Core                                              | Combat                               | Arc System Works                                     | Aksys GamesNA-EUR Arc System WorksJP                                    | 2007    |               |
| Guilty Gear XX Accent Core Plus                                         | Combat                               | Arc System Works                                     | Aksys GamesNA-EUR Arc System WorksJP                                    | 2009    |               |
| Guinness World Records: The Video Game                                  | Party game                           |                                                      | Warner Bros. Interactive                                                | 2008    |               |
| Guitar Hero: Aerosmith                                                  | Rythme                               | Neversoft Vicarious Visions                          | Activision                                                              | 2008    | Oui           |
| Guitar Hero III: Legends of Rock                                        | Rythme                               | Neversoft Vicarious Visions                          | Activision                                                              | 2007    | Oui           |
| Guitar Hero: Metallica                                                  | Rythme                               | Neversoft Vicarious Visions                          | Activision                                                              | 2009    |               |
| Guitar Hero: Smash Hits                                                 | Rythme                               | Neversoft Vicarious Visions                          | Activision                                                              | 2009    |               |
| Guitar Hero: Van Halen                                                  | Rythme                               | Neversoft Vicarious Visions                          | Activision                                                              | 2009    |               |
| Guitar Hero : World Tour                                                | Rythme                               | Neversoft Vicarious Visions                          | Activision                                                              | 2008    | Oui           |
| Guitar Hero 5                                                           | Rythme                               | Neversoft Vicarious Visions                          | Activision                                                              | 2009    |               |
| Gun Shooting                                                            |                                      |                                                      |                                                                         |         |               |
| Gunblade NY and LA Machineguns Arcade Hits Pack                         | Action / Tir                         | Sega                                                 | Sega                                                                    | 2010    |               |
| H                                                                       | H                                    | H                                                    | H                                                                       | H       | ZZ            |
| Hamster Heroes                                                          |                                      |                                                      | Koch Media Data Design InteractiveEUR                                   | 2008    |               |
| Haneru no Tobira Wii                                                    |                                      |                                                      | Namco Bandai                                                            | 2008    |               |
| Hannah Montana: Spotlight World Tour                                    |                                      |                                                      | Disney Interactive Studios                                              | 2007    |               |
| Hannah Montana, le film                                                 |                                      |                                                      | Disney Interactive Studios                                              | 2009    |               |
| Happy Dance Collection                                                  |                                      |                                                      | Namco Bandai                                                            | 2008    |               |
| Happy Feet                                                              |                                      |                                                      | Midway Games                                                            | 2006    |               |
| The Hardy Boys: The Hidden Theft                                        |                                      |                                                      | Dreamcatcher                                                            | 2009    |               |
| Harry Potter et l'Ordre du Phénix                                       |                                      |                                                      | Electronic Arts                                                         | 2007    |               |
| Harry Potter et le Prince de sang-mêlé                                  |                                      |                                                      | Electronic Arts                                                         | 2009    |               |
| Harukanaru Toki no naka de 4                                            |                                      |                                                      | Koei                                                                    | 2008    |               |
| Harvest Moon: Animal Parade                                             |                                      | Marvelous                                            | Marvelous NatsumeNA                                                     | 2008    |               |
| Harvest Moon: L'Arbre de la Sérénité                                    |                                      | Marvelous                                            | Marvelous NatsumeNA                                                     | 2007    |               |
| Harvest Moon: Magical Melody                                            |                                      | Marvelous                                            | Rising Star GamesEUR NatsumeNA                                          | 2008    |               |
| Harvey Birdman: Attorney at Law                                         |                                      |                                                      | Capcom                                                                  | 2008    |               |
| Hasbro Family Game Night                                                |                                      |                                                      | Electronic Arts                                                         | 2008    |               |
| Hasbro Family Game Night 2                                              |                                      |                                                      | Electronic Arts                                                         | 2009    |               |
| Heatseeker                                                              |                                      | Codemasters                                          | Codemasters                                                             | 2007    |               |
| Hell's Kitchen: The Video Game                                          |                                      |                                                      | Ubisoft                                                                 | 2008    |               |
| Hello Kitty Seasons                                                     | Party game                           | Sanrio Digital                                       | Namco Bandai                                                            | 2011    |               |
| Hidden Mysteries: Titanic Secrets of the Fateful Voyage                 |                                      |                                                      | Activision                                                              | 2009    |               |
| High School Musical: Sing It!                                           |                                      |                                                      | Disney Interactive Studios                                              | 2007    |               |
| High School Musical 3: Senior Year Dance                                |                                      |                                                      | Disney Interactive Studios                                              | 2008    |               |
| History Channel, The: Battle for the Pacific                            |                                      |                                                      | Activision                                                              | 2007    |               |
| Hooked! Again: Real Motion Fishing                                      |                                      |                                                      | Aksys Games                                                             | 2009    |               |
| Horrible Histories: Ruthless Romans                                     |                                      |                                                      | Koch Media                                                              | 2009    |               |
| Horse Life 2                                                            |                                      |                                                      | Koch Media                                                              | 2008    |               |
| Horse Life Adventures                                                   |                                      |                                                      | Valcon Games                                                            | 2009    |               |
| Hot Wheels Battle Force 5                                               |                                      |                                                      | Activision                                                              | 2009    |               |
| Hot Wheels: Beat That!                                                  |                                      |                                                      | Activision                                                              | 2007    |               |
| Hotel for Dogs                                                          |                                      |                                                      | 505 Games                                                               | 2008    |               |
| House of the Dead 2 and 3 Return, The                                   |                                      | Sega                                                 | Sega                                                                    | 2008    |               |
| House of the Dead: Overkill, The                                        |                                      | Headstrong Games                                     | Sega                                                                    | 2009    |               |
| Hudson's Puzzle Series Vol.2                                            |                                      |                                                      | Hudson Soft                                                             | 2008    |               |
| Hula Wii: Minna de Hula wo Odorou                                       |                                      |                                                      | Milestone Inc.                                                          | 2008    |               |
| Hunting Challenge                                                       |                                      | EXKEE                                                | Bigben Interactive                                                      |         |               |
| Hysteria Hospital: Emergency Ward                                       |                                      |                                                      | Oxygen Games                                                            | 2009    |               |
| I                                                                       | I                                    | I                                                    | I                                                                       | I       | ZZ            |
| ICarly                                                                  |                                      |                                                      | Activision                                                              | 2009    |               |
| Igor                                                                    |                                      |                                                      | Legacy Interactive                                                      | 2008    |               |
| Ikenie no Yoru                                                          | Survival horror                      | Marvelous Entertainment                              | Marvelous Entertainment                                                 | 2011    |               |
| Illvelo Wii                                                             |                                      | Milestone Inc.                                       | Milestone Inc.                                                          | 2008    |               |
| Imabikisou kaimeihen                                                    |                                      | Chunsoft                                             | Sega                                                                    | 2008    |               |
| Imagine: Champion Rider                                                 |                                      |                                                      | Ubisoft                                                                 | 2008    |               |
| Imagine: Fashion Party                                                  |                                      |                                                      | Ubisoft                                                                 | 2009    |               |
| Imagine: Party Babyz                                                    |                                      |                                                      | Ubisoft                                                                 | 2008    |               |
| The Incredible Hulk                                                     |                                      |                                                      | Sega                                                                    | 2008    |               |
| Indiana Jones and the Staff of Kings                                    |                                      |                                                      | LucasArts                                                               | 2009    |               |
| Indianapolis 500 Legends                                                | Course                               | Torus Games                                          | Destineer                                                               | 2007    |               |
| Iron Chef America: Supreme Cuisine                                      |                                      |                                                      | Destineer                                                               | 2008    |               |
| Iron Man                                                                |                                      |                                                      | Sega                                                                    | 2008    |               |
| The Island Of Dr. Frankenstein                                          |                                      |                                                      | Storm City Games                                                        | 2009    |               |
| Iyashikei                                                               |                                      |                                                      |                                                                         |         |               |
| J                                                                       | J                                    | J                                                    | J                                                                       | J       | ZZ            |
| James Cameron's Avatar: The Game                                        |                                      |                                                      | Ubisoft                                                                 | 2009    |               |
| Jawa                                                                    |                                      |                                                      |                                                                         |         |               |
| Jeep Thrills                                                            |                                      |                                                      | Zoo Games                                                               | 2008    |               |
| Jelly Belly Ballistic Beans                                             |                                      |                                                      | Zoo Games                                                               | 2009    |               |
| Jenga                                                                   |                                      |                                                      | Atari                                                                   | 2007    |               |
| Jigsaw Puzzle: Kyo no Wanko                                             |                                      | Hudson Soft                                          | Hudson Soft                                                             | 2007    |               |
| Jikkyō Powerful Pro Yakyū 15                                            |                                      | Konami                                               | Konami                                                                  | 2007    |               |
| Jikkyō Powerful Pro Yakyū 2009                                          |                                      | Konami                                               | Konami                                                                  | 2009    |               |
| Jikkyō Powerful Pro Yakyū Wii                                           |                                      | Konami                                               | Konami                                                                  | 2007    |               |
| Jillian Michaels' Fitness Ultimatum 2009                                |                                      |                                                      | Majesco                                                                 | 2008    |               |
| Jillian Michaels' Fitness Ultimatum 2010                                |                                      |                                                      | Majesco                                                                 | 2009    |               |
| Jinsei Game Wii                                                         |                                      |                                                      | Takara Tomy                                                             | 2007    |               |
| Jissen Pachi-Slot Pachinko Hisshôhô! Hokuto no Ken                      |                                      |                                                      | Sega                                                                    | 2007    |               |
| Job Island: Hard Working People                                         |                                      |                                                      | Hudson Soft                                                             | 2009    |               |
| Ju-on: The Grudge                                                       | Survival horror                      | Feelplus Inc.                                        | AQ InteractiveJP Xseed GamesNA Rising Star GamesEUR                     | 2009    |               |
| Jumper: Griffin's Story                                                 |                                      |                                                      | Brash Entertainment                                                     | 2008    |               |
| JumpStart Escape From Adventure Island                                  |                                      |                                                      | Knowledge Adventure                                                     | 2009    |               |
| JumpStart Pet Rescue                                                    |                                      |                                                      | Knowledge Adventure                                                     | 2009    |               |
| Jurassic: The Hunted                                                    |                                      |                                                      | Activision                                                              | 2009    |               |
| Just Dance                                                              | Rythme                               | Ubisoft Paris                                        | Ubisoft                                                                 | 2009    |               |
| Just Dance 2                                                            | Rythme                               | Ubisoft Paris                                        | Ubisoft                                                                 | 2010    |               |
| Just Dance 3                                                            | Rythme                               | Ubisoft Paris                                        | Ubisoft                                                                 | 2011    |               |
| Just Dance 4                                                            | Rythme                               | Ubisoft Paris                                        | Ubisoft                                                                 | 2012    |               |
| Just Dance 2014                                                         | Rythme                               | Ubisoft Paris                                        | Ubisoft                                                                 | 2013    |               |
| Just Dance 2015                                                         | Rythme                               | Ubisoft Paris                                        | Ubisoft                                                                 | 2014    |               |
| Just Dance 2016                                                         | Rythme                               |                                                      | Ubisoft                                                                 | 2015    |               |
| Just Dance 2017                                                         | Rythme                               | Ubisoft Paris                                        | Ubisoft                                                                 | 2016    |               |
| Just Dance 2018                                                         | Rythme                               | Ubisoft Paris                                        | Ubisoft                                                                 | 2017    |               |
| Just Dance 2019                                                         | Rythme                               |                                                      | Ubisoft                                                                 | 2018    |               |
| Just Dance 2020                                                         | Rythme                               |                                                      | Ubisoft                                                                 | 2019    |               |
| Just Dance Best Of                                                      | Rythme                               |                                                      | Ubisoft                                                                 | 2012    |               |
| Just Dance: Disney Party                                                | Rythme                               | Land Ho                                              | Ubisoft                                                                 | 2012    |               |
| Just Dance: Disney Party 2                                              | Rythme                               | Ubisoft San Franscico                                | Ubisoft                                                                 | 2015    |               |
| Just Dance Kids                                                         | Rythme                               | Land Ho                                              | Ubisoft                                                                 | 2010    |               |
| Just Dance Kids 2                                                       | Rythme                               | Land Ho                                              | Ubisoft                                                                 | 2011    |               |
| Just Dance Kids 2014                                                    | Rythme                               |                                                      | Ubisoft                                                                 | 2013    |               |
| Just Dance Wii                                                          | Rythme                               | Ubisoft Paris                                        | Nintendo                                                                | 2011    |               |
| Just Dance Wii 2                                                        | Rythme                               | Ubisoft Paris                                        | Nintendo                                                                | 2012    |               |
| Just Dance: Summer Party                                                | Rythme                               |                                                      | Ubisoft                                                                 | 2011    |               |
| K                                                                       | K                                    | K                                                    | K                                                                       | K       | ZZ            |
| Kanken Wii                                                              |                                      |                                                      | Rocket Company                                                          | 2007    |               |
| Kamen Rider: Climax Heroes W                                            |                                      | Eighting                                             | Namco Bandai                                                            | 2009    |               |
| Kamen Rider Dragon Knight                                               |                                      | Eighting                                             | D3 Publisher                                                            | 2009    |               |
| Karaoke Joysound Wii                                                    |                                      |                                                      | Hudson Soft                                                             | 2008    |               |
| Karaoke Revolution                                                      |                                      |                                                      | Konami                                                                  | 2009    |               |
| Karaoke Revolution Presents American Idol Encore                        |                                      |                                                      | Konami                                                                  | 2008    |               |
| Karaoke Revolution Presents American Idol Encore 2                      |                                      |                                                      | Konami                                                                  | 2008    |               |
| Katekyo Hitman Reborn! Dream Hyper Battle!                              |                                      |                                                      | Marvelous Entertainment                                                 | 2008    |               |
| Kawasaki Quad Bikes                                                     |                                      |                                                      | Bold Games Popcorn ArcadeEUR                                            | 2007    |               |
| Kawasaki Jet Ski                                                        |                                      |                                                      | Bold Games Data Design InteractiveEUR                                   | 2008    |               |
| Kawasaki Snowmobiles                                                    |                                      |                                                      | Data Design Interactive                                                 | 2008    |               |
| Kekkaishi                                                               |                                      |                                                      | Namco Bandai                                                            | 2007    |               |
| Kenjutsu                                                                |                                      |                                                      |                                                                         |         |               |
| Kensax                                                                  |                                      |                                                      | Nintendo                                                                | 2009    |               |
| Kidou Senshi Gundam                                                     |                                      |                                                      |                                                                         |         |               |
| Kidz Sports Basketball                                                  |                                      |                                                      | Bold Games Data Design InteractiveEUR                                   | 2008    |               |
| Kidz Sports Crazy Golf                                                  |                                      |                                                      | Bold Games Data Design InteractiveEUR                                   | 2008    |               |
| Kidz Sports Crazy Mini Golf 2                                           |                                      |                                                      | Bold Games Data Design InteractiveEUR                                   | 2009    |               |
| Kidz Sports Ice Hockey                                                  |                                      |                                                      | Bold Games Data Design InteractiveEUR                                   | 2008    |               |
| Kidz Sports International Soccer                                        |                                      |                                                      | Bold Games Data Design InteractiveEUR                                   | 2008    |               |
| Killing Day                                                             |                                      |                                                      |                                                                         |         |               |
| King of Clubs                                                           |                                      |                                                      | Oxygen Games                                                            | 2008    |               |
| King of Fighters Collection, The: The Orochi Saga                       |                                      | SNK Playmore                                         | SNK Playmore                                                            | 2008    |               |
| King of Pool                                                            |                                      |                                                      | Nordcurrent                                                             | 2009    |               |
| Kirby : Au fil de l'aventure                                            | Jeu de plates-formes                 | Good-Feel                                            | Nintendo                                                                | 2010    |               |
| Kirby's Adventure Wii                                                   | Jeu de plates-formes                 | HAL Laboratory                                       | Nintendo                                                                | 2011    |               |
| Kirby's Dream Collection: Special Edition                               | Jeu de plates-formes                 | HAL Laboratory                                       | Nintendo                                                                | 2012    |               |
| Kizuna                                                                  |                                      | Idea Factory                                         | Jaleco                                                                  | 2008    |               |
| Klonoa                                                                  |                                      | Namco Paon                                           | Namco Bandai                                                            | 2008    |               |
| Kororinpa: Marble Mania                                                 |                                      | Hudson Soft                                          | Hudson Soft                                                             | 2007    |               |
| Kororinpa 2                                                             |                                      | Hudson Soft                                          | Hudson Soft                                                             | 2009    |               |
| Kung Fu Panda: Le jeu                                                   |                                      |                                                      | Activision                                                              | 2008    |               |
| Kung Fu Panda: Legendary Warriors                                       |                                      |                                                      | Activision                                                              | 2008    |               |
| L                                                                       | L                                    | L                                                    | L                                                                       | L       | ZZ            |
| Last Story, The                                                         | Action - RPG                         | Mistwalker                                           | Nintendo                                                                | 2011    |               |
| Lawn Games                                                              |                                      |                                                      | Cdv Software Entertainment                                              | 2008    |               |
| Leaderboard Golf                                                        |                                      |                                                      |                                                                         |         |               |
| Legend of Sayuki                                                        |                                      |                                                      | UFO Interactive 505 GamesEUR Starfish SDJP                              | 2007    |               |
| La Légende de Spyro : Naissance d'un dragon                             |                                      |                                                      | Sierra Entertainment                                                    | 2008    |               |
| The Legend of Spyro: The Eternal Night                                  |                                      |                                                      | Sierra Entertainment                                                    | 2007    |               |
| Legend of the Dragon, The                                               |                                      |                                                      | The Game Factory                                                        | 2007    |               |
| Legend of the River King                                                |                                      |                                                      |                                                                         |         |               |
| Legend of Zelda, The : Twilight Princess                                | Aventure                             | Nintendo                                             | Nintendo                                                                | 2006    |               |
| Legend of Zelda, The : Skyward Sword                                    | Aventure                             | Nintendo                                             | Nintendo                                                                | 2011    |               |
| Lego Batman: le Jeu Vidéo                                               |                                      | Traveller's Tales                                    | Warner Bros. Interactive                                                | 2008    |               |
| Lego Batman 2: DC Super Heroes                                          | Action \| Plates-formes              | Traveller's Tales                                    | Warner Bros. Interactive                                                | 2012    |               |
| Lego Harry Potter : Années 1 à 4                                        | Action \| Aventure                   | Traveller's Tales                                    | Warner Bros. Interactive                                                | 2010    |               |
| Lego Harry Potter : Années 5 à 7                                        | Action \| Aventure                   | Traveller's Tales                                    | Warner Bros. Interactive                                                | 2011    |               |
| Lego Indiana Jones : La Trilogie originale                              |                                      | Traveller's Tales                                    | LucasArts                                                               | 2008    |               |
| Lego Indiana Jones 2 : L'aventure continue                              |                                      | Traveller's Tales                                    | LucasArts                                                               | 2009    |               |
| Lego Pirates des Caraïbes: Le Jeu Vidéo                                 | Action \| Aventure                   | Traveller's Tales                                    | Disney Interactive Studios                                              | 2011    |               |
| Lego Rock Band                                                          |                                      | Traveller's Tales                                    | Warner Bros. Interactive                                                | 2009    |               |
| Lego Star Wars : La Saga complète                                       |                                      | Traveller's Tales                                    | LucasArts                                                               | 2007    |               |
| Lego Star Wars III : The Clone Wars                                     | Action \| Plates-formes              | Traveller's Tales                                    | LucasArts                                                               | 2011    |               |
| Les Lapins Crétins: La Grosse aventure                                  | Action                               | Ubisoft Montpellier                                  | Ubisoft                                                                 | 2009    |               |
| Les Lapins Crétins: Party Collection                                    | Compilation                          | Ubisoft                                              | Ubisoft                                                                 | 2011    |               |
| Les Lapins Crétins: Retour vers le Passé                                | Compilation                          | Ubisoft Paris                                        | Ubisoft                                                                 | 2010    |               |
| Les Schtroumpfs 2                                                       | Action \| Aventure \|Plates-formes   | WayForward Technologies                              | Ubisoft                                                                 | 2013    |               |
| Les Schtroumpfs: Dance Party                                            | Rythme                               | Land Ho                                              | Ubisoft                                                                 | 2011    |               |
| Let's Go by Train                                                       |                                      |                                                      |                                                                         |         |               |
| Let's Tap                                                               |                                      | Prope                                                | Sega                                                                    | 2008    |               |
| Line Attack Heroes                                                      |                                      | Grezzo Games                                         | Nintendo                                                                | 2009    |               |
| Line Rider 2: Unbound                                                   |                                      |                                                      | Genius Products                                                         | 2008    |               |
| Link's Crossbow Training                                                | Tir                                  | Nintendo                                             | Nintendo                                                                | 2007    |               |
| Little King's Story                                                     |                                      | Marvelous Entertainment Cing Idea Factory            | Marvelous EntertainmentJP Xseed GamesNA Rising Star GamesEUR            | 2008    |               |
| Little League World Series Baseball 2008                                |                                      |                                                      | Activision                                                              | 2008    |               |
| Little League World Series Baseball 2009                                |                                      |                                                      | Activision                                                              | 2009    |               |
| Littlest Pet Shop                                                       |                                      |                                                      | Electronic Arts                                                         | 2008    |               |
| Littlest Pet Shop: Friends                                              |                                      |                                                      | Electronic Arts                                                         | 2009    |               |
| London Taxi: Rushour                                                    |                                      |                                                      | Data Design Interactive                                                 | 2008    |               |
| Looney Tunes: Acme Arsenal                                              |                                      |                                                      | Warner Bros. Interactive                                                | 2007    |               |
| Lost                                                                    |                                      |                                                      | Ubisoft                                                                 |         |               |
| Lost in Blue: Shipwrecked!                                              |                                      |                                                      | Konami                                                                  | 2008    |               |
| Lucas, fourmi malgré lui                                                |                                      |                                                      |                                                                         |         |               |
| Luxor 3                                                                 |                                      |                                                      | MumboJumbo                                                              | 2008    |               |
| Luxor: Pharaoh's Challenge                                              |                                      |                                                      | MumboJumbo                                                              | 2008    |               |
| M                                                                       | M                                    | M                                                    | M                                                                       | M       | ZZ            |
| M&M's Adventure                                                         |                                      |                                                      | Zoo Games                                                               | 2008    |               |
| M&M's Beach Party                                                       |                                      |                                                      | Zoo Games                                                               | 2009    |               |
| M&M's Kart Racing                                                       |                                      |                                                      | Destination Software Zoo Digital PublishingEUR                          | 2007    |               |
| Machi Kuru Domino                                                       |                                      |                                                      |                                                                         |         |               |
| Mad Dog McCree Gunslinger Pack                                          |                                      |                                                      | Majesco                                                                 | 2009    |               |
| Mad Tracks                                                              | Course                               | Load Inc.                                            | Bigben Interactive                                                      |         |               |
| Madagascar 2                                                            |                                      |                                                      | Activision                                                              | 2008    |               |
| Madagascar Kartz                                                        |                                      |                                                      | Activision                                                              | 2009    |               |
| Madden NFL 07                                                           |                                      |                                                      | Electronic Arts                                                         | 2006    |               |
| Madden NFL 08                                                           |                                      |                                                      | Electronic Arts                                                         | 2007    |               |
| Madden NFL 09                                                           |                                      |                                                      | Electronic Arts                                                         | 2008    |               |
| Madden NFL 10                                                           |                                      |                                                      | Electronic Arts                                                         | 2009    |               |
| Madden NFL 11                                                           |                                      |                                                      | Electronic Arts                                                         | 2010    |               |
| MadWorld                                                                | Beat'em all                          | Platinum Games                                       | Sega                                                                    | 2009    |               |
| Mahjong Taikai Wii                                                      |                                      |                                                      | Koei                                                                    | 2007    |               |
| Mahjong Wii                                                             |                                      |                                                      | Success                                                                 | 2007    |               |
| Mahō Sensei Negima!? Neo-Pactio Fight!!                                 |                                      |                                                      | Marvelous Entertainment                                                 | 2007    |               |
| Major Dream: Major Wii Nagero! Gyroball                                 |                                      |                                                      | Tomy                                                                    | 2008    |               |
| Major League Baseball 2K8                                               |                                      |                                                      | 2K Sports                                                               | 2008    |               |
| Major League Baseball 2K9                                               |                                      |                                                      | 2K Sports                                                               | 2009    |               |
| Major Minor's Majestic March                                            |                                      | NanaOn-Sha                                           | Majesco                                                                 | 2009    |               |
| Manhunt 2                                                               |                                      |                                                      | Rockstar Games                                                          | 2007    |               |
| Margot's Word Play                                                      |                                      |                                                      | Zoo Games                                                               | 2008    |               |
| Marines Modern Urban Combat                                             |                                      |                                                      | Destineer                                                               | 2010    |               |
| Mario et Sonic aux Jeux olympiques                                      |                                      | Sega                                                 | Sega NintendoJP                                                         | 2007    | Oui           |
| Mario et Sonic aux Jeux olympiques d'hiver                              |                                      | Sega                                                 | Sega NintendoJP                                                         | 2009    | Oui           |
| Mario et Sonic aux Jeux olympiques de Londres 2012                      |                                      | Sega                                                 | Sega NintendoJP                                                         | 2011    |               |
| Mario Kart Wii                                                          | Course                               | Nintendo                                             | Nintendo                                                                | 2008    | Oui           |
| Mario Party 8                                                           | Party game                           | Hudson Soft                                          | Nintendo                                                                | 2007    |               |
| Mario Party 9                                                           | Party game                           | Nd Cube                                              | Nintendo                                                                | 2012    |               |
| Mario Sports Mix                                                        | Party game \| Sport                  | Nintendo                                             | Nintendo                                                                | 2010    |               |
| Mario Strikers Charged Football                                         |                                      | Next Level Games                                     | Nintendo                                                                | 2007    | Oui           |
| Mario Super Sluggers                                                    |                                      | Namco                                                | Nintendo                                                                | 2008    |               |
| Mario Power Tennis                                                      | Sport                                | Camelot                                              | Nintendo                                                                | 2009    |               |
| Martial Arts: Capoeira                                                  |                                      |                                                      | Graffiti Entertainment                                                  | 2008    |               |
| Marvel Super Hero Squad                                                 |                                      | Blue tongue                                          | THQ                                                                     | 2009    |               |
| Marvel Super Hero Squad: Le Gant de l'Infini                            |                                      |                                                      | THQ                                                                     | 2010    |               |
| Marvel Super Hero Squad: Comic Combat                                   |                                      |                                                      | THQ                                                                     | 2011    |               |
| Marvel Ultimate Alliance                                                |                                      |                                                      | Activision                                                              | 2006    |               |
| Marvel Ultimate Alliance 2: Fusion                                      |                                      |                                                      | Activision                                                              | 2009    |               |
| Matchman                                                                |                                      |                                                      | Lexicon Entertainment                                                   | 2008    |               |
| Medal of Honor: Avant-Garde                                             |                                      | Electronic Arts                                      | Electronic Arts                                                         | 2007    |               |
| Medal of Honor: Heroes 2                                                |                                      |                                                      | Electronic Arts                                                         | 2007    | Oui           |
| Medieval Games                                                          |                                      |                                                      | Bethesda Softworks                                                      | 2009    |               |
| Megaman 9 : The Ambition's Revival                                      |                                      | Inti Creation                                        | Capcom                                                                  |         |               |
| Megaman 10                                                              |                                      | Inti Creation                                        | Capcom                                                                  |         |               |
| Men in Black: Alien Crisis                                              |                                      |                                                      |                                                                         |         |               |
| Mercury Meltdown Revolution                                             | Casse-tête                           |                                                      | Ignition Entertainment                                                  | 2007    |               |
| Merv Griffin's Crosswords                                               |                                      |                                                      | THQ                                                                     | 2008    |               |
| Metal Slug Anthology                                                    |                                      | SNK Playmore                                         | SNK Playmore Ignition EntertainmentEUR                                  | 2006    |               |
| Metroid: Other M                                                        |                                      | Nintendo Team Ninja                                  | Nintendo                                                                | 2010    |               |
| Metroid Prime                                                           | FPS                                  | Retro Studios                                        | Nintendo                                                                | 2009    |               |
| Metroid Prime 2: Echoes                                                 | FPS                                  | Retro Studios                                        | Nintendo                                                                | 2009    |               |
| Metroid Prime 3: Corruption                                             | FPS                                  | Retro Studios                                        | Nintendo                                                                | 2007    |               |
| Metroid Prime: Trilogy                                                  | FPS \| Compilation                   | Retro Studios                                        | Nintendo                                                                | 2009    |               |
| Michael Jackson: The Experience                                         | Rythme                               | Ubisoft Montpellier                                  | Ubisoft Milan                                                           | 2010    |               |
| Mini Desktop Racing                                                     |                                      |                                                      | Conspiracy Entertainment Data Design InteractiveEUR                     | 2007    |               |
| Mini Ninjas                                                             |                                      | IO Interactive                                       | Eidos Interactive                                                       | 2009    |               |
| MLB Power Pros                                                          |                                      | Konami                                               | 2K Sports KonamiJP                                                      | 2007    |               |
| MLB Power Pros 2008                                                     |                                      | Konami                                               | 2K Sports KonamiJP                                                      | 2008    |               |
| MLB Superstars                                                          |                                      |                                                      | 2K Sports                                                               | 2008    |               |
| Mobile Suit Gundam: MS Sensen 0079                                      | FPS                                  | Bandai                                               | Namco Bandai Games                                                      | 2007    |               |
| Momotaro Dentetsu 16                                                    |                                      |                                                      | Hudson Soft                                                             | 2007    |               |
| Monde de Narnia, Le : Le Prince Caspian                                 | Action-aventure                      | Traveller's Tales                                    | Disney Interactive Studios                                              |         |               |
| Monkey King, The: The Legend Begins                                     |                                      |                                                      | UFO Interactive                                                         | 2007    |               |
| Monkey Madness                                                          |                                      |                                                      | Ubisoft                                                                 | 2008    |               |
| Monkey Mischief! 20 Games                                               |                                      |                                                      | Activision                                                              | 2008    |               |
| Monopoly                                                                |                                      |                                                      | Electronic Arts                                                         | 2008    |               |
| Monster 4X4: Stunt Racer                                                |                                      |                                                      | Ubisoft                                                                 | 2009    |               |
| Monster 4x4: World Circuit                                              |                                      |                                                      | Ubisoft                                                                 | 2006    |               |
| Monster Hunter 3                                                        | A-RPG                                | Capcom                                               | Capcom                                                                  | 2009    | Oui           |
| Monster Hunter G                                                        | A-RPG                                | Capcom                                               | Capcom                                                                  | 2009    | Oui           |
| Monster Jam                                                             |                                      |                                                      | Activision                                                              | 2007    |               |
| Monster Jam: Urban Assault                                              |                                      |                                                      | Activision                                                              | 2008    |               |
| Monster Lab                                                             |                                      |                                                      | Eidos Interactive                                                       | 2008    |               |
| Monster Mayhem: Build and Battle                                        |                                      |                                                      | Crave Entertainment                                                     | 2009    |               |
| Monster Trucks Mayhem                                                   |                                      |                                                      | Zoo Games                                                               | 2009    |               |
| Monster Trux: Arenas                                                    |                                      |                                                      | Conspiracy Entertainment Data Design InteractiveEUR                     | 2007    |               |
| Monster Trux Offroad                                                    |                                      |                                                      | Bold Games Data Design InteractiveEUR                                   | 2007    |               |
| Monsters vs. Aliens                                                     |                                      |                                                      | Activision                                                              | 2009    |               |
| Mortal Kombat: Armageddon                                               |                                      |                                                      | Midway Games                                                            | 2007    |               |
| Mortimer Beckett and the Secrets of Spooky Manor                        |                                      |                                                      | RealNetworks                                                            | 2008    |               |
| MotoGP '08                                                              |                                      |                                                      | Capcom                                                                  | 2008    |               |
| Mountain Sports                                                         |                                      |                                                      | Activision                                                              | 2009    |               |
| Movie Studios Party                                                     |                                      |                                                      | Ubisoft                                                                 | 2008    |               |
| Mr. Bean's Wacky World                                                  |                                      |                                                      | Blast! Entertainment                                                    | 2008    |               |
| Mr. D Goes to Town                                                      |                                      |                                                      |                                                                         |         |               |
| La Momie : La Tombe de l'empereur Dragon                                |                                      |                                                      | Sierra Entertainment                                                    | 2008    |               |
| Munchables, The                                                         |                                      |                                                      | Namco Bandai                                                            | 2009    |               |
| Muramasa: The Demon Blade                                               |                                      | Vanillaware                                          | Marvelous EntertainmentJP Ignition EntertainmentNA Rising Star GamesEUR | 2009    |               |
| Mushroom Men                                                            |                                      |                                                      | Gamecock Media Group                                                    | 2008    |               |
| Music Party: Rock the House                                             |                                      |                                                      | DTP Entertainment                                                       | 2009    |               |
| MX vs. ATV Untamed                                                      |                                      |                                                      | THQ                                                                     | 2008    |               |
| My Baby First Steps                                                     |                                      |                                                      | SouthPeak Interactive                                                   | 2009    |               |
| My Ballet Studio                                                        |                                      |                                                      | 505 Games                                                               | 2009    |               |
| My Body Coach                                                           |                                      | Kylotonn                                             | Bigben Interactive                                                      |         |               |
| My Fitness Coach: Get in Shape                                          |                                      |                                                      | Ubisoft                                                                 | 2008    |               |
| My Fitness Coach 2: Exercise and Nutrition                              |                                      |                                                      | Ubisoft                                                                 | 2010    |               |
| My Horse and Me                                                         |                                      |                                                      | Atari                                                                   | 2007    |               |
| My Horse and Me 2                                                       |                                      |                                                      | Atari                                                                   | 2008    |               |
| My Pet Hotel                                                            |                                      |                                                      | DTP Entertainment                                                       | 2008    |               |
| My Riding Stables                                                       |                                      |                                                      | THQ                                                                     | 2008    |               |
| My Vet Practice                                                         |                                      |                                                      | DTP Entertainment                                                       |         |               |
| My Word Coach                                                           |                                      |                                                      | Ubisoft                                                                 | 2007    |               |
| MySims                                                                  |                                      | Electronic Arts                                      | Electronic Arts                                                         | 2007    |               |
| MySims Agents                                                           |                                      |                                                      | Electronic Arts                                                         | 2009    |               |
| MySims Kingdom                                                          |                                      | Electronic Arts                                      | Electronic Arts                                                         | 2008    |               |
| MySims Party                                                            |                                      | Electronic Arts                                      | Electronic Arts                                                         | 2009    |               |
| MySims Racing                                                           |                                      |                                                      | Electronic Arts                                                         | 2009    |               |
| Myth Makers: Orbs of Doom                                               |                                      |                                                      | Destineer Data Design InteractiveEUR                                    | 2007    |               |
| Myth Makers Super Kart GP                                               |                                      |                                                      | Conspiracy Entertainment Data Design InteractiveEUR                     | 2007    |               |
| Myth Makers: Trixie in Toyland                                          |                                      |                                                      | Conspiracy Entertainment Data Design InteractiveEUR                     | 2008    |               |
| N                                                                       | N                                    | N                                                    | N                                                                       | N       | ZZ            |
| Naruto Shippūden: Gekitō Ninja Taisen! EX                               | Combat                               |                                                      |                                                                         |         |               |
| Naruto Shippūden: Gekitō Ninja Taisen! EX 2                             | Combat                               |                                                      |                                                                         |         |               |
| Naruto: Clash of Ninja Revolution                                       | Combat                               | Tomy                                                 |                                                                         |         |               |
| Naruto: Clash of Ninja Revolution 2                                     | Combat                               | Tomy                                                 |                                                                         |         |               |
| Naruto: Clash of Ninja Revolution 3                                     | Combat                               | Tomy                                                 |                                                                         |         |               |
| NBA Live 08                                                             | Sport                                | EA Canada                                            | Electronic Arts                                                         | 2007    | Oui           |
| NBA Jam                                                                 | Sport                                | EA Sports                                            | Electronic Arts                                                         | 2010    |               |
| Necro-Nesia                                                             |                                      |                                                      |                                                                         |         |               |
| Need for Speed: Carbon                                                  | Course                               | Electronic Arts                                      | EA Black Box                                                            | 2006    |               |
| Need for Speed: Hot Pursuit                                             | Course                               | Electronic Arts                                      | Criterion Games                                                         | 2010    |               |
| Need for Speed: Nitro                                                   | Course                               | Electronic Arts                                      | EA Montréal                                                             | 2009    |               |
| Need for Speed: ProStreet                                               | Course                               | Electronic Arts                                      | Electronic Arts                                                         | 2007    |               |
| Need for Speed: The Run                                                 | Course                               | Firebrand Games                                      | Electronic Arts                                                         | 2011    |               |
| Need for Speed: Undercover                                              | Course                               | Electronic Arts                                      | EA Black Box                                                            | 2008    | Oui           |
| New Super Mario Bros. Wii                                               | Plates-formes                        | Nintendo                                             | Nintendo                                                                | 2009    |               |
| Nights: Journey of Dreams                                               | Action-Aventure                      | Sonic Team                                           | Sega                                                                    |         | Oui           |
| Nickelodeon Dance                                                       | Rythme                               |                                                      | 2K Play                                                                 |         | Oui           |
| Ninja Master's                                                          | Combat                               | SNK                                                  |                                                                         | 2013    | `             |
| Nitrobike                                                               | Course \| Sport                      | Left Field Productions                               | Ubisoft                                                                 |         | Oui           |
| No More Heroes                                                          | Action                               | Grasshopper Manufacture                              | Rising Star Games                                                       | 2007    |               |
| No More Heroes: Desperate Struggle                                      | Action                               | Grasshopper Manufacture                              | Rising Star Games                                                       | 2010    |               |
| Noumiso Konekone Puzzle Takoron                                         |                                      |                                                      |                                                                         |         |               |
| O                                                                       | O                                    | O                                                    | O                                                                       | O       | ZZ            |
| Oboro Muramasa Youtouden                                                |                                      |                                                      |                                                                         |         |               |
| ObscureII: The Aftermath                                                | Survival horror                      | Hydravision                                          | Playlogic                                                               | 2008    |               |
| Ocean Commander                                                         |                                      |                                                      | Valcon Games Lexicon EntertainmentEUR                                   | 2009    |               |
| Octomania                                                               | Réflexion                            | Compile Heart                                        | Conspiracy Entertainment                                                | 2007    | Oui           |
| Offroad Extreme! Special Edition                                        | Course                               | Data Design Interactive                              | Conspiracy Entertainment                                                | 2007    |               |
| Offshore Tycoon                                                         |                                      |                                                      | Valcon Games Cyber PlanetEUR                                            | 2009    |               |
| Ōkami                                                                   | Aventure                             | Capcom Ready at Dawn                                 | Capcom                                                                  | 2008    |               |
| One Piece: Unlimited Adventure                                          | Action-Aventure \| Combat            | Ganbarion                                            | Namco Bandai                                                            | 2007    |               |
| One Piece: Unlimited Cruise Episode 1                                   | Action-Aventure \| Combat            | Ganbarion                                            | Namco Bandai                                                            | 2008    |               |
| One Piece: Unlimited Cruise Episode 2                                   | Action-Aventure \| Combat            | Ganbarion                                            | Namco Bandai                                                            | 2009    |               |
| OneChanbara: Bikini Zombie Slayers                                      | PMT                                  | Tamsoft                                              | D3 Publisher                                                            | 2008    |               |
| Open Season                                                             | Action-Aventure                      | Ubisoft Montréal                                     | Ubisoft                                                                 | 2006    |               |
| Opoona                                                                  | RPG                                  | ArtePiazza                                           | Koei                                                                    | 2007    |               |
| Orb                                                                     |                                      |                                                      |                                                                         |         |               |
| Order Up!                                                               | Action                               | SuperVillain Studios                                 | Zoo Games                                                               | 2008    |               |
| Our House: Party!                                                       |                                      |                                                      | Majesco                                                                 | 2009    |               |
| Overlord: Dark Legend                                                   | Action-Aventure \| TPS               | Climax Studios                                       | Codemasters                                                             | 2009    |               |
| P                                                                       | P                                    | P                                                    | P                                                                       | P       | ZZ            |
| Pac-Man Carnival                                                        |                                      |                                                      |                                                                         |         |               |
| Pachinda                                                                |                                      |                                                      |                                                                         |         |               |
| Pacific Liberator                                                       |                                      |                                                      | Zoo Games                                                               | 2009    |               |
| Pajama Sam: Don't Fear the Dark                                         |                                      |                                                      | Majesco                                                                 | 2008    |               |
| Pandora's Tower                                                         | Action \| RPG                        | Ganbarion                                            | Nintendo                                                                | 2011    |               |
| PangYa! Golf With Style                                                 |                                      |                                                      |                                                                         | 2006    |               |
| Parrain, Le: Pouvoir et Manipulation                                    |                                      |                                                      | Electronic Arts                                                         |         |               |
| Party Crashers                                                          |                                      |                                                      | Detn8 Games                                                             | 2009    |               |
| Party Pigs: FarmYard Games                                              |                                      |                                                      | Destineer                                                               | 2009    |               |
| Paws and Claws: Pet Resort                                              |                                      |                                                      | THQ                                                                     | 2009    |               |
| Paws and Claws: Pet Vet                                                 |                                      |                                                      | THQ                                                                     | 2009    |               |
| PBR: Out of the Chute                                                   |                                      |                                                      | D2C Games                                                               | 2008    |               |
| PDC World Championship Darts 2008                                       |                                      |                                                      | Oxygen Games                                                            | 2008    |               |
| Penny Arcade Adventures                                                 |                                      |                                                      |                                                                         |         |               |
| PES 2009 - Pro Evolution Soccer                                         | Sport                                | Konami                                               | Konami                                                                  | 2009    | Oui           |
| PES 2010 - Pro Evolution Soccer                                         | Sport                                | Konami                                               | Konami                                                                  | 2009    | Oui           |
| PES 2011 - Pro Evolution Soccer                                         | Sport                                | Konami                                               | Konami                                                                  | 2010    | Oui           |
| PES 2012 - Pro Evolution Soccer                                         | Sport                                | Konami                                               | Konami                                                                  | 2011    | Oui           |
| Peter Pan's Playground                                                  |                                      |                                                      | Phoenix Games                                                           | 2008    |               |
| Pet Pals: Animal Doctor                                                 |                                      |                                                      | Majesco Legacy InteractiveEUR                                           | 2008    |               |
| Petz Catz 2                                                             |                                      |                                                      | UbisoftNA                                                               | 2007    |               |
| Petz Dogz 2                                                             |                                      |                                                      | UbisoftNA                                                               | 2007    |               |
| Petz Crazy Monkeyz                                                      |                                      |                                                      | UbisoftNA                                                               | 2008    |               |
| Petz Sports: Dog Playground                                             |                                      |                                                      | Ubisoft                                                                 | 2008    |               |
| Petz: Horsez Club                                                       |                                      |                                                      | Ubisoft                                                                 | 2008    |               |
| Petz Rescue Wildlife Vet                                                |                                      |                                                      | Ubisoft                                                                 | 2008    |               |
| Phantom Brave: We Meet Again                                            |                                      | Nippon Ichi Software System Prisma                   | NIS America Nippon Ichi SoftwareJP                                      | 2009    |               |
| Pikmin                                                                  | RTS                                  | Nintendo EAD                                         | Nintendo                                                                | 2008    |               |
| Pikmin 2                                                                | RTS                                  | Nintendo EAD                                         | Nintendo                                                                | 2009    |               |
| Pimp My Ride                                                            |                                      |                                                      | Activision                                                              | 2008    |               |
| Pinball Hall of Fame - The Gottlieb Collection                          |                                      |                                                      | Crave Entertainment                                                     | 2010    |               |
| Pinball Hall of Fame: The Williams Pinball Classics                     |                                      |                                                      | Crave Entertainment System 3EUR                                         | 2008    |               |
| Pipe Mania                                                              |                                      |                                                      | Empire Interactive                                                      | 2008    |               |
| Pirate's Quest: Hunt for Blackbeard's Booty                             |                                      |                                                      | Activision                                                              | 2008    |               |
| Pirates des Caraïbes : Jusqu'au bout du monde                           | Action-Aventure                      | Eurocom                                              | Buena Vista Games                                                       | 2007    |               |
| Pirates vs. Ninjas Dodgeball                                            |                                      |                                                      | Gamecock                                                                | 2009    |               |
| Pirates Plund-Arrr                                                      |                                      | Boomzap Entertainment                                | Majesco                                                                 | 2010    |               |
| Pitfall: La Grande Aventure                                             | Action \| Aventure \|Plates-formes   | Edge of Reality                                      | Activision                                                              | 2009    |               |
| Planet 51                                                               |                                      |                                                      | Sega                                                                    | 2009    |               |
| Playground                                                              |                                      |                                                      |                                                                         |         |               |
| Playmobil: Circus                                                       |                                      |                                                      | Dreamcatcher                                                            | 2009    |               |
| Pokémon Battle Revolution                                               | Combat \| Stratégie                  | Genius Sonority                                      | Nintendo                                                                | 2006    | Oui           |
| PokéPark Wii : La Grande Aventure de Pikachu                            | Aventure - Party game                | Creatures                                            | Nintendo                                                                | 2009    |               |
| PokéPark 2 : Le Monde des vœux                                          | Aventure - Party game                | Creatures                                            | Nintendo                                                                | 2011    | Oui           |
| Pool Hall Pro                                                           |                                      |                                                      | Playlogic                                                               | 2009    |               |
| Pool Party                                                              |                                      |                                                      |                                                                         |         |               |
| Pop'n Music                                                             |                                      |                                                      | Konami                                                                  | 2009    |               |
| PopStar Guitar                                                          |                                      |                                                      | XS Games                                                                | 2008    |               |
| Press Your Luck 2010 Edition                                            |                                      |                                                      | Ubisoft                                                                 | 2009    |               |
| The Price Is Right                                                      |                                      |                                                      | Ubisoft                                                                 | 2008    |               |
| The Price Is Right 2010                                                 |                                      |                                                      | Ubisoft                                                                 | 2009    |               |
| Prince of Persia : Rival Swords                                         | Action-Aventure                      | Ubisoft Montréal                                     | Ubisoft                                                                 | 2007    |               |
| Prince of Persia : Les Sables oubliés                                   | Action-Aventure                      | Ubisoft Montréal                                     | Ubisoft                                                                 | 2010    |               |
| Princess Company                                                        |                                      |                                                      |                                                                         |         |               |
| Pro Golfer Saru                                                         |                                      |                                                      | Namco Bandai                                                            | 2008    |               |
| Professor Heinz Wolff's Gravity                                         |                                      |                                                      | Deep Silver                                                             | 2009    |               |
| Project H.A.M.M.E.R.                                                    |                                      | Nintendo                                             | Nintendo                                                                | 2007    |               |
| Punch-Out!!                                                             | Sport                                | Nintendo                                             | Nintendo                                                                | 2009    |               |
| Puppy Luv                                                               |                                      |                                                      | Activision                                                              | 2007    |               |
| Purr Pals                                                               |                                      |                                                      | Crave Entertainment                                                     | 2008    |               |
| Puyo Puyo! 15th Anniversary                                             |                                      | Sega                                                 | Sega                                                                    | 2007    |               |
| Puzzle Balls                                                            |                                      |                                                      | System 3                                                                | 2007    |               |
| Puzzle Challenges and More                                              |                                      |                                                      | Crave Entertainment                                                     | 2009    |               |
| Puzzle Kingdoms                                                         |                                      |                                                      | Zoo Games                                                               | 2009    |               |
| Puzzle Quest: Challenge of the Warlords                                 | Réflexion \| RPG                     | Infinite Interactive                                 | D3 Publisher                                                            | 2007    |               |
| Puzzler Collection                                                      |                                      |                                                      | Zoo Games                                                               | 2008    |               |
| Q                                                                       | Q                                    | Q                                                    | Q                                                                       | Q       | ZZ            |
| 007: Quantum of Solace                                                  | FPS                                  | Beenox                                               | Activision Blizzard                                                     | 2008    | Oui           |
| Questions Pour Un Champion                                              | Emission TV                          |                                                      | Mindscape                                                               | 2009    |               |
| Quiz Party                                                              |                                      |                                                      |                                                                         | 2012    |               |
| R                                                                       | R                                    | R                                                    | R                                                                       | R       | ZZ            |
| Rabbids Go Home                                                         |                                      | Ubisoft                                              | Ubisoft                                                                 | 2009    |               |
| Radio Helicopter                                                        |                                      |                                                      | Arc System WorksJP Aksys Games 505 GamesEUR                             | 2007    |               |
| Raid Over the River                                                     |                                      |                                                      |                                                                         |         |               |
| Rampage: Total Destruction                                              |                                      |                                                      | Midway Games                                                            | 2006    |               |
| Ranch Story                                                             |                                      |                                                      |                                                                         |         |               |
| Ranger Adventure                                                        |                                      |                                                      | Sega                                                                    | 2009    |               |
| Rapala Fishing Frenzy                                                   |                                      |                                                      | Activision                                                              | 2008    |               |
| Rapala Tournament Fishing                                               |                                      |                                                      | Activision                                                              | 2006    |               |
| Rapala Trophies                                                         |                                      |                                                      |                                                                         |         |               |
| Rapala We Fish                                                          |                                      |                                                      | Activision                                                              | 2009    |               |
| Ratatouille                                                             |                                      |                                                      | THQ                                                                     | 2007    |               |
| Rayman contre les lapins crétins                                        | Party game                           | Ubisoft Paris                                        | Ubisoft                                                                 |         |               |
| Rayman contre les lapins encore plus crétins                            | Party game                           | Ubisoft Paris                                        | Ubisoft                                                                 |         | Oui           |
| Rayman Origins                                                          | Jeu de plates-formes                 | Ubisoft Montpellier                                  | Ubisoft                                                                 | 2011    |               |
| Rayman Prod' présente : The Lapins Crétins Show                         | Party game                           | Ubisoft Paris                                        | Ubisoft                                                                 |         |               |
| Real Heroes: Firefighter                                                |                                      |                                                      | Conspiracy Entertainment                                                | 2009    |               |
| Ready 2 Rumble: Revolution                                              |                                      |                                                      | Atari                                                                   | 2009    |               |
| Rebelles de la Forêt, Les                                               |                                      |                                                      |                                                                         |         |               |
| Rec Room Games                                                          |                                      |                                                      | Destineer                                                               | 2009    |               |
| Red Steel                                                               | Action \| FPS                        | Ubisoft                                              | Ubisoft                                                                 | 2006    |               |
| Red Steel 2                                                             | Action \| FPS                        | Ubisoft                                              | Ubisoft                                                                 | 2010    |               |
| Reel Fishing: Angler's Dream                                            |                                      |                                                      | Natsume                                                                 | 2009    |               |
| Remington North American Bird Hunt                                      |                                      |                                                      | Mastiff                                                                 | 2009    |               |
| Resident Evil 4                                                         | Survival horror                      | Capcom                                               | Capcom                                                                  | 2007    |               |
| Resident Evil: The Darkside Chronicles                                  | Survival horror                      | Cavia                                                | Capcom                                                                  | 2009    | Oui           |
| Resident Evil: The Umbrella Chronicles                                  | Survival horror                      | Cavia                                                | Capcom                                                                  | 2007    |               |
| Resident Evil Archives: Resident Evil                                   |                                      | Capcom                                               | Capcom                                                                  | 2009    |               |
| Resident Evil Archives: Resident Evil Zero                              |                                      | Capcom                                               | Capcom                                                                  | 2008    |               |
| Retro City Rampage                                                      | Action                               | VBlank Entertainment                                 |                                                                         | 2012    |               |
| Rig Racer 2                                                             |                                      |                                                      | Destineer Data Design InteractiveEUR                                    | 2007    |               |
| Ringling Bros. and Barnum and Bailey                                    |                                      |                                                      | Take-Two Interactive                                                    | 2009    |               |
| Rock Band                                                               | Rythme                               | Harmonix                                             | Electronic Arts                                                         | 2008    |               |
| Rock Band 2                                                             | Rythme                               | Harmonix                                             | Electronic Arts                                                         | 2008    |               |
| Rock Band 3                                                             | Rythme                               | Harmonix                                             | Electronic Arts                                                         | 2010    |               |
| Rock'N'Roll Adventures                                                  |                                      |                                                      | Conspiracy Entertainment Data Design InteractiveEUR                     | 2007    |               |
| Rockstar Games présente : Table Tennis                                  | Sport                                | Rockstar Games                                       | Take-Two Interactive                                                    | 2007    |               |
| Rogue Trooper: Quartz Zone Massacre                                     |                                      |                                                      | Graffiti Entertainment                                                  | 2008    |               |
| Rolling Stone: Drum King                                                |                                      |                                                      | 505 Games                                                               | 2009    |               |
| Roogoo: Twisted Towers                                                  |                                      |                                                      | SouthPeak Interactive                                                   | 2009    |               |
| Romance of the Three Kingdoms XI                                        |                                      | Koei                                                 | Koei                                                                    | 2007    |               |
| Rubik's Puzzle World                                                    |                                      |                                                      | The Game Factory                                                        | 2008    |               |
| Rune Factory Frontier                                                   |                                      | Marvelous Entertainment Neverland                    | Marvelous EntertainmentNA Marvelous InteractiveJP Rising Star GamesEUR  | 2008    |               |
| Rygar: The Battle of Argus                                              |                                      | Tecmo                                                | Tecmo                                                                   | 2008    |               |
| S                                                                       | S                                    | S                                                    | S                                                                       | S       | ZZ            |
| Sadness                                                                 | Survival horror                      | Nibris                                               |                                                                         |         |               |
| Safari Adventures: Africa                                               |                                      |                                                      | Conspiracy Entertainment                                                | 2009    |               |
| Safar WII                                                               |                                      |                                                      | Nobilis                                                                 | 2009    |               |
| SafeCracker : Expert en Cambriolage                                     | Réflexion                            | The Adventure Company                                | JoWooD Productions                                                      |         |               |
| Saint                                                                   |                                      |                                                      | UFO Interactive                                                         | 2007    |               |
| Sakura Wars: So Long, My Love                                           |                                      | Sega Red Entertainment Idea Factory                  | NIS America                                                             | 2010    |               |
| Sam and Max : Sauvez le monde                                           | Aventure \| Point & Click            | Telltale Games                                       | JoWooD Productions Atari                                                | 2009    |               |
| Samba de Amigo                                                          |                                      | Sega Gearbox Software                                | Sega                                                                    | 2008    |               |
| Samurai Shodown Anthology                                               |                                      | SNK Playmore                                         | SNK Playmore                                                            | 2008    |               |
| Samurai Warriors: Katana                                                | Action \| Tir à la première personne | Omega Force                                          | Koei                                                                    | 2007    |               |
| Samurai Warriors 3                                                      |                                      | Omega Force                                          | Koei                                                                    | 2009    |               |
| SAN-X All-Star Revolution                                               |                                      |                                                      |                                                                         |         |               |
| Scarface : The World is Yours                                           | Action                               | Radical Entertainment                                | Vivendi Games Sierra Entertainment                                      | 2007    |               |
| Scene It? Bright Lights! Big Screen!                                    |                                      |                                                      | Warner Bros. Interactive                                                | 2009    |               |
| Scene It? Twilight                                                      |                                      |                                                      | Konami                                                                  | 2009    |               |
| Science Papa                                                            |                                      |                                                      | Activision                                                              | 2009    |               |
| Scooby-Doo! First Frights                                               |                                      |                                                      | Warner Bros. Interactive                                                | 2009    |               |
| SCORE International Baja 1000                                           |                                      |                                                      | Activision                                                              | 2008    |               |
| SD Gundam: Scad Hammers                                                 |                                      |                                                      | Namco Bandai                                                            | 2006    |               |
| Sea Monsters: A Prehistoric Adventure                                   |                                      |                                                      | Destination Software Zoo Digital PublishingEUR                          | 2007    |               |
| Secret Files: Tunguska                                                  |                                      |                                                      | DreamCatcher Interactive                                                | 2008    |               |
| Secret Files 2: Puritas Cordis                                          |                                      |                                                      |                                                                         | 2009    |               |
| Secret Saturdays: Beasts Of The 5th Sun                                 |                                      |                                                      | D3 Publisher                                                            | 2009    |               |
| Sega Bass Fishing                                                       |                                      |                                                      | Sega                                                                    | 2008    |               |
| Sega Superstars Tennis                                                  |                                      | Sumo Digital                                         | Sega                                                                    | 2008    |               |
| Sengoku Basara 2                                                        |                                      | Capcom                                               | Capcom                                                                  | 2007    |               |
| Sengoku Basara Samurai Heroes                                           |                                      | Capcom                                               | Capcom                                                                  | 2010    |               |
| Shaun White Snowboarding: Road Trip                                     |                                      |                                                      | Ubisoft                                                                 | 2008    |               |
| Shaun White Snowboarding: World Stage                                   |                                      |                                                      | Ubisoft                                                                 | 2009    |               |
| Shimano Xtreme Fishing                                                  | Sport                                |                                                      | Mastiff                                                                 | 2009    |               |
| Shiren the Wanderer                                                     |                                      | Chunsoft                                             | SegaJP AtlusNA                                                          | 2008    |               |
| Showtime Championship Boxing                                            | Combat                               |                                                      | Destination Software Zoo Digital PublishingEUR                          | 2007    |               |
| Shrek's Carnival Craze Party Games                                      |                                      |                                                      | Activision                                                              | 2008    |               |
| Shrek the Third                                                         |                                      |                                                      | Activision                                                              | 2007    |               |
| Sidewinder                                                              |                                      |                                                      |                                                                         |         |               |
| Silent Hill: Shattered Memories                                         | Survival horror                      | Climax Studios                                       | Konami                                                                  | 2010    |               |
| SimAnimals                                                              | Gestion                              | Electronic Arts                                      | Electronic Arts                                                         | 2009    |               |
| SimAnimals Africa                                                       | Gestion                              | Electronic Arts                                      | Electronic Arts                                                         | 2009    |               |
| SimCity Creator                                                         | Gestion                              | Electronic Arts                                      | Electronic Arts                                                         | 2008    |               |
| Simple 2000 Series Wii Vol. 1: The Table Game                           |                                      |                                                      | D3 Publisher                                                            | 2008    |               |
| Simple 2000 Series Wii Vol. 2: The Party Game                           |                                      |                                                      | D3 Publisher                                                            | 2008    |               |
| Simple Wii Series Vol.1: The Minna de Kaato Reesu                       |                                      |                                                      | D3 Publisher                                                            | 2007    |               |
| Simple Wii Series Vol.2: The Minna de Basu Duri Taikai                  |                                      |                                                      | D3 Publisher                                                            | 2007    |               |
| Simple Wii Series Vol.3: The Paatii Kajino                              |                                      |                                                      | D3 Publisher                                                            | 2007    |               |
| Simple Wii Series Vol.4: The Shuutingu Akushon                          |                                      |                                                      | D3 Publisher                                                            | 2007    |               |
| Simple Wii Series Vol.5: The Burokku Kuzushi                            |                                      |                                                      | D3 Publisher                                                            | 2008    |               |
| Simple Wii Series Vol.6: The Waiwai Konbatto                            |                                      |                                                      | D3 Publisher                                                            | 2008    |               |
| Simpsons Game, The                                                      |                                      |                                                      | Electronic Arts                                                         | 2007    |               |
| Sims 2, Les : Animaux et Cie                                            |                                      |                                                      | Electronic Arts                                                         |         |               |
| Sims 2, Les : Naufragés                                                 |                                      |                                                      | Electronic Arts                                                         |         |               |
| Sims 3, Les                                                             | Simulation                           | Maxis                                                | EA Games                                                                | 2010    |               |
| Sin and Punishment: Successor of the Skies                              |                                      | Treasure                                             | Nintendo                                                                | 2009    |               |
| Skate City Heroes                                                       |                                      |                                                      | Zoo Games                                                               | 2008    |               |
| Skate It                                                                |                                      |                                                      | Electronic Arts                                                         | 2008    |               |
| Ski and Shoot                                                           |                                      |                                                      | Conspiracy Entertainment RTL GamesEUR                                   | 2008    |               |
| Ski-Doo: Snowmobile Challenge                                           |                                      |                                                      | Valcon Games                                                            | 2009    |               |
| Sky Crawlers, The: Innocent Aces                                        |                                      | Namco                                                | Namco Bandai Xseed GamesNA                                              | 2008    |               |
| Skylanders: Giants                                                      | Action \| Aventure                   | Toys For Bob                                         | Activision                                                              | 2012    |               |
| Skylanders: Spyro’s Adventure                                           | Aventure \| Plates-formes            | Toys For Bob                                         | Activision                                                              | 2011    |               |
| Skylanders: SuperChargers Racing                                        | Course                               | Vicarious Visions                                    | Activision                                                              | 2015    |               |
| Skylanders: SWAP Force                                                  | Action \| Aventure                   | Vicarious Visions                                    | Activision                                                              | 2013    |               |
| Skylanders: Trap Team                                                   | Action \| Aventure \|Plates-formes   | Toys For Bob                                         | Activision                                                              | 2014    |               |
| Sleepover Party                                                         |                                      |                                                      | Ubisoft                                                                 | 2010    |               |
| Smarty Pants                                                            |                                      |                                                      | Electronic Arts                                                         | 2007    |               |
| Smiley World Island Challenge                                           |                                      |                                                      | Zoo Games                                                               | 2009    |               |
| SNK Arcade Classics Vol. 1                                              |                                      | SNK Playmore                                         | SNK Playmore                                                            | 2008    |               |
| Snoopy vs. the Red Baron                                                |                                      |                                                      |                                                                         |         |               |
| Smackdown vs RAW 2008 / 2009                                            |                                      | WWE'12                                               |                                                                         |         | non           |
| Sonic & Sega All-Stars Racing                                           | Course                               | Sumo Digital                                         | Sega                                                                    | 2010    | Oui           |
| Sonic and the Secret Rings                                              | Action-Aventure                      | Sonic Team                                           | Sega                                                                    | 2007    |               |
| Sonic and the Black Knight                                              | Action-Aventure                      | Sonic Team                                           | Sega                                                                    | 2009    |               |
| Sonic Riders: Zero Gravity                                              | Course                               | Sonic Team                                           | Sega                                                                    | 2008    | Oui           |
| Sonic Unleashed                                                         | Action-Aventure                      | Sonic Team                                           | Sega                                                                    | 2008    |               |
| Sonic Colours                                                           | Action-Aventure                      | Sonic Team                                           | Sega                                                                    | 2010    | Oui           |
| Soul Calibur Legends                                                    | Beat'em all                          | Namco                                                | Namco                                                                   | 2007    |               |
| Spectrobes : Origines                                                   | Action-RPG                           | Genki                                                | Disney Interactive Studios                                              | 2009    |               |
| Spider-Man 3                                                            | Action                               | Vicarious Visions                                    | Activision                                                              | 2007    |               |
| Sports Island                                                           | Sport                                | Hudson Soft                                          | Hudson Soft Konami EUR                                                  | 2008    |               |
| Sports Island 2                                                         | Sport                                | Hudson Soft                                          | Hudson Soft Konami EUR                                                  | 2009    |               |
| SSX Blur                                                                | Sport                                | EA Montréal                                          | EA Sports                                                               | 2007    |               |
| Star Wars : Le Pouvoir de la Force                                      | Action \| Beat 'em all               | Krome Studios                                        | LucasArts                                                               | 2008    |               |
| Star Wars: The Clone Wars - Duels au sabre laser                        | Combat                               | LucasArts                                            | LucasArts                                                               | 2008    |               |
| Sudoku                                                                  |                                      |                                                      |                                                                         |         |               |
| Super Fruit Fall                                                        | Réflexion                            | Nissimo                                              | System 3                                                                | 2006    |               |
| Super Mario Galaxy                                                      | Plates-formes                        | Nintendo EAD Tokyo                                   | Nintendo                                                                | 2007    |               |
| Super Mario Galaxy 2                                                    | Plates-formes                        | Nintendo EAD Tokyo                                   | Nintendo                                                                | 2010    |               |
| Super Monkey Ball: Banana Blitz                                         | Plates-formes \| Réflexion           | Sega                                                 | Sega                                                                    | 2006    |               |
| Super Monkey Ball: Step & Roll                                          | Party Game \| Plates-formes          | Sega                                                 | Sega                                                                    | 2010    |               |
| Super Paper Mario                                                       | Plates-formes \| RPG                 | Intelligent Systems                                  | Nintendo                                                                | 2007    |               |
| Super Smash Bros. Brawl                                                 | Combat \| Action                     | Sora Ltd.                                            | Nintendo                                                                | 2008    | Oui           |
| Sword of Legendia                                                       | RPG                                  | Namco Bandai                                         | Namco Bandai                                                            |         |               |
| T                                                                       | T                                    | T                                                    | T                                                                       | T       | ZZ            |
| Taiko no Tatsujin Wii                                                   |                                      | Namco                                                | Namco Bandai                                                            | 2008    |               |
| Taiko no Tatsujin Wii: Do Don to 2 Daime                                |                                      | Namco                                                | Namco Bandai                                                            | 2009    |               |
| Takuto of Magic                                                         |                                      |                                                      | Nintendo                                                                | 2009    |               |
| Tak and the Guardians of Gross                                          |                                      |                                                      | THQ                                                                     | 2008    |               |
| Tale of Despereaux, The                                                 |                                      |                                                      | Atari                                                                   | 2008    |               |
| Tales of Symphonia: Dawn of the New World                               |                                      | Namco                                                | Namco Bandai                                                            | 2008    |               |
| Tales of Graces                                                         |                                      | Namco                                                | Namco Bandai                                                            | 2009    |               |
| Tamagotchi: Party On!                                                   |                                      |                                                      | Namco Bandai                                                            | 2006    |               |
| Tamagotchi no Furifuri Kagekidan                                        |                                      |                                                      | Namco Bandai                                                            | 2007    |               |
| Target: Terror                                                          |                                      |                                                      | Konami                                                                  | 2008    |               |
| Tatsunoko vs. Capcom: Cross Generation of Heroes                        |                                      | Capcom Eighting                                      | Capcom                                                                  | 2009    |               |
| Tatsunoko vs. Capcom: Ultimate All-Stars                                |                                      | Capcom Eighting                                      | Capcom                                                                  | 2010    |               |
| Tchtonik: World Tour                                                    |                                      |                                                      | Koch Media                                                              | 2008    |               |
| Team Elimination Games                                                  |                                      |                                                      | Ubisoft                                                                 | 2009    |               |
| Teenage Mutant Ninja Turtles: Smash-Up                                  |                                      | Game Arts                                            | Ubisoft                                                                 | 2009    |               |
| Tecmo Bowl: Kickoff                                                     |                                      |                                                      | Tecmo                                                                   | 2010    |               |
| Telly Addicts                                                           |                                      |                                                      | Ubisoft                                                                 | 2008    |               |
| Tempête de Boulettes Géantes                                            |                                      |                                                      |                                                                         |         |               |
| Ten Pin Alley 2                                                         |                                      |                                                      | XS Games                                                                | 2008    |               |
| Tenchu: Shadow Assassins                                                |                                      | Acquire                                              | From SoftwareJP Ubisoft                                                 | 2008    |               |
| Tennis Masters                                                          |                                      |                                                      |                                                                         |         |               |
| Tetris Party Deluxe                                                     | Puzzle                               | Alekseï Pajitnov                                     | Nintendo                                                                | 2010    |               |
| The Black Eyed Peas Experience                                          | Rythme                               | Ubisoft Québec                                       | Ubisoft                                                                 | 2011    |               |
| The Hip-Hop Dance Experience                                            | Rythme                               | iNiS                                                 | Ubisoft                                                                 | 2012    |               |
| Thrillville: Le Parc en Folie                                           |                                      |                                                      | LucasArts                                                               | 2007    |               |
| Tiger Woods PGA Tour 07                                                 |                                      |                                                      | Electronic Arts                                                         | 2007    |               |
| Tiger Woods PGA Tour 08                                                 |                                      |                                                      | Electronic Arts                                                         | 2007    |               |
| Tiger Woods PGA Tour 09 All-Play                                        |                                      |                                                      | Electronic Arts                                                         | 2008    |               |
| Tiger Woods PGA Tour 10                                                 |                                      |                                                      | Electronic Arts                                                         | 2009    |               |
| TMNT                                                                    |                                      |                                                      | Ubisoft                                                                 | 2007    |               |
| TNA iMPACT!                                                             |                                      |                                                      | Midway Games                                                            | 2008    |               |
| Tom Clancy's Splinter Cell: Double Agent                                |                                      |                                                      | Ubisoft                                                                 | 2006    |               |
| Tomb Raider: Anniversary                                                |                                      |                                                      | Eidos Interactive SpikeJP                                               | 2007    |               |
| Tomb Raider: Underworld                                                 |                                      |                                                      | Eidos Interactive                                                       | 2008    |               |
| Tony Hawk: Ride                                                         |                                      | Robomodo                                             | Activision                                                              | 2009    |               |
| Tony Hawk: Shred                                                        |                                      | Robomodo                                             | Activision                                                              | 2010    |               |
| Tony Hawk's Downhill Jam                                                |                                      |                                                      | Activision                                                              | 2006    |               |
| Tony Hawk's Proving Ground                                              | Sport                                | Page 44 Studios                                      | Activision                                                              | 2007    |               |
| Top Spin 3                                                              | Sport                                |                                                      | 2K Sports                                                               | 2008    |               |
| Top Trumps Adventures                                                   |                                      |                                                      | Ubisoft                                                                 | 2007    |               |
| Top Trumps: Doctor Who                                                  |                                      |                                                      | Eidos Interactive                                                       | 2008    |               |
| Torn                                                                    |                                      |                                                      |                                                                         |         |               |
| Tornado Outbreak                                                        |                                      |                                                      | Konami                                                                  | 2009    |               |
| Totally Spies! Totally Party                                            |                                      |                                                      | Ubisoft                                                                 | 2008    |               |
| Tournament Pool                                                         |                                      |                                                      | Destineer                                                               | 2009    |               |
| Toy Story Mania!                                                        |                                      |                                                      | Disney Interactive                                                      | 2009    |               |
| Toy Story 3                                                             |                                      |                                                      |                                                                         | 2010    |               |
| TrackMania                                                              | Course                               | Firebrand Games                                      | Focus                                                                   | 2010    | Oui           |
| Transformers, le jeu                                                    |                                      |                                                      | Activision                                                              | 2007    |               |
| Transformers: Revenge of the Fallen                                     |                                      |                                                      | Activision                                                              | 2009    |               |
| Transformers Prime: The game                                            | Action                               | Activision                                           |                                                                         | 2012    |               |
| Trauma Center: New Blood                                                | Simulation                           | Atlus                                                | Atlus NintendoEUR                                                       | 2007    | Oui           |
| Trauma Center: Second Opinion                                           |                                      |                                                      | Atlus NintendoEUR                                                       | 2006    |               |
| Trauma Team                                                             |                                      |                                                      | Atlus NintendoEUR                                                       | 2010    |               |
| Trivial Pursuit                                                         |                                      |                                                      | Electronic Arts                                                         | 2009    |               |
| Turn It Around!                                                         |                                      |                                                      |                                                                         |         |               |
| TV Show King Party                                                      |                                      |                                                      | Gameloft                                                                | 2008    |               |
| Twin Strike: Operation Thunder                                          |                                      |                                                      | Zoo Games                                                               | 2008    |               |
| U                                                                       | U                                    | U                                                    | U                                                                       | U       | ZZ            |
| U-Sing                                                                  | Karaoké                              | Mindscape                                            | Mindscape                                                               | 2009    |               |
| Ultimate Band                                                           | Rythme                               | Fall Line Studios                                    | Disney Interactive                                                      | 2008    |               |
| Ultimate Board Game Collection                                          | Party game / Réflexion               |                                                      | Valcon Games Empire InteractiveEUR                                      | 2007    |               |
| Ultimate Duck Hunting                                                   | Sport                                | Mid Carolina Media                                   | Detn8 Games                                                             | 2007    |               |
| Ultimate Fighting Championship 2009                                     | Combat                               |                                                      |                                                                         |         |               |
| Ultimate I Spy                                                          | Party game \| Aventure               |                                                      | Scholastic Corporation                                                  | 2008    |               |
| Ultimate Party Challenge                                                | Party game                           |                                                      | Konami                                                                  | 2009    |               |
| Ultimate Shooting Collection                                            | Shoot'em up                          | Milestone Inc.                                       | Milestone Inc.JP UFO InteractiveNA                                      | 2008    |               |
| Up                                                                      | Action-Aventure                      | Heavy Iron Studios                                   | THQ                                                                     | 2009    |               |
| Urban Extreme: Street Rage                                              | Course                               | Data Design Interactive                              | Data Design Interactive                                                 | 2008    |               |
| V                                                                       | V                                    | V                                                    | V                                                                       | V       | ZZ            |
| Vacances Sports Party                                                   | Party game                           |                                                      |                                                                         |         |               |
| Valhalla Knights: Eldar Saga                                            | A-RPG                                | Marvelous Entertainment                              | Marvelous Entertainment                                                 | 2009    |               |
| Vampire Crystals                                                        | Shoot'em up                          | Shanblue Interactive                                 |                                                                         | 2013    |               |
| Vegas Party                                                             | Party game / Jeu de société          | Visual Impact                                        | Storm City Games                                                        | 2009    |               |
| Vertigo                                                                 | Course                               | Icon Games                                           | Playlogic                                                               | 2009    |               |
| Victorious Boxers Challenge                                             | Combat                               | Cavia                                                | AQ InteractiveJP Xseed GamesNA UbisoftEUR                               | 2007    |               |
| Virtua Tennis 2009                                                      | Sport                                | Sumo Digital                                         | Sega                                                                    | 2009    |               |
| volt, star malgré lui                                                   | Plates-formes / Action               | Avalanche Software                                   | Disney Interactive Studios                                              | 2009    |               |
| W                                                                       | W                                    | W                                                    | W                                                                       | W       | ZZ            |
| Wario Land: The Shake Dimension                                         | Plates-formes                        | Good-Feel                                            | Nintendo                                                                | 2008    |               |
| WarioWare: Smooth Moves                                                 | Party game                           | Nintendo                                             | Nintendo                                                                | 2007    |               |
| Wheelspin                                                               | Course                               | Awesome Play                                         | Detn8 Games LtdNA Bethesda SoftworksEUR                                 | 2009    |               |
| Wii Échecs                                                              | Stratégie                            | Nintendo                                             | Nintendo                                                                |         | Oui           |
| Wii Fit                                                                 | Sport / Coaching                     | Nintendo                                             | Nintendo                                                                | 2008    |               |
| Wii Fit Plus                                                            | Sport / Coaching                     | Nintendo                                             | Nintendo                                                                | 2009    |               |
| Wii Motor Sports                                                        |                                      |                                                      |                                                                         |         |               |
| Wii Music                                                               | Rythme                               | Nintendo                                             | Nintendo                                                                | 2008    |               |
| Wii Play                                                                | Party game                           | Nintendo                                             | Nintendo                                                                | 2006    |               |
| Wii Party                                                               | Party game                           | Nintendo                                             | Nintendo                                                                | 2010    |               |
| Wii Shooting                                                            | Shoot'em up                          |                                                      |                                                                         |         |               |
| Wii Sports                                                              | Party game                           | Nintendo                                             | Nintendo                                                                | 2006    |               |
| Wii Sports Resort                                                       | Party game                           | Nintendo                                             | Nintendo                                                                | 2009    |               |
| Wing Island                                                             | Aventure                             | Hudson Soft                                          | Hudson Soft                                                             | 2007    |               |
| World Championship Sports                                               | Sport                                | Koolhaus Games                                       | Activision                                                              | 2008    |               |
| World Championship Sports: Summer                                       | Sport                                | Koolhaus Games                                       | Activision                                                              | 2009    |               |
| World Heroes 2                                                          | Combat                               | ADK                                                  |                                                                         | 2012    |               |
| World Series of Poker                                                   | Jeu de cartes                        |                                                      | Activision                                                              | 2006    |               |
| Worms : L'Odyssée spatiale                                              | Action \| Stratégie                  | Team 17                                              | THQ                                                                     | 2008    |               |
| WWE Smackdown vs Raw 2008                                               | Sport / Combat                       |                                                      | THQ                                                                     | 2007    |               |
| WWE Smackdown vs Raw 2009                                               | Sport / Combat                       |                                                      |                                                                         | 2008    | Oui           |
| WWE '13                                                                 | Sport / Combat                       | THQ                                                  |                                                                         | 2012    |               |
| X                                                                       | X                                    | X                                                    | X                                                                       | X       | ZZ            |
| X-Men: Destiny                                                          | Action                               | Silicon Knights                                      | Activision                                                              | 2011    |               |
| X-Men Origins: Wolverine                                                | Action                               | Amaze                                                | Activision                                                              | 2009    |               |
| Xenoblade Chronicles                                                    | RPG                                  | Monolith Soft                                        | Nintendo                                                                | 2011    |               |
| Y                                                                       | Y                                    | Y                                                    | Y                                                                       | Y       | ZZ            |
| Yamaha Supercross                                                       | Course                               |                                                      | Zoo Games                                                               | 2008    |               |
| Yoga: The First 100% Experience                                         | Educatif                             | DreamCatcher Interactive                             | JoWooD Productions                                                      | 2009    |               |
| Your Shape                                                              | Sport                                |                                                      | Ubisoft                                                                 | 2009    |               |
| Yu-Gi-Oh 5D's: Wheelie Breakers                                         | Course                               | Konami                                               | Konami                                                                  | 2009    |               |
| Z                                                                       | Z                                    | Z                                                    | Z                                                                       | Z       | ZZ            |
| Zack et Wiki : Le Trésor de Barbaros                                    | Aventure \| Réflexion                | Capcom                                               | Capcom Nintendo EUR                                                     | 2007    |               |
| Zangeki no Reginleiv                                                    | Action / Aventure                    | Sandlot                                              | Nintendo                                                                | 2010    |               |
| Zenkoku Dekotora Matsuri                                                | Course                               | Suzak                                                | Jaleco                                                                  | 2009    |               |
| Zero: Tsukihami no Kamen                                                | Aventure / Survival-horror           | Tecmo Grasshopper Manufacture                        | Nintendo                                                                | 2008    |               |
| Zoo Hospital                                                            | Adresse / Ludo-éducatif              | Torus Games                                          | Majesco                                                                 | 2008    |               |
| Zumba Fitness                                                           | Rythme / Coaching                    | Zoë Mode                                             | Majesco                                                                 | 2011    |               |
| Zumba Fitness 2                                                         | Rythme / Coaching                    | Zoë Mode                                             | Majesco                                                                 | 2012    |               |